# Pisanello
Pour les articles homonymes, voir Puccio (homonymie).
Pisanello, de son vrai nom Antonio di Puccio Pisano, ou Antonio di Puccio da Cereto, né à Pise ou Vérone vers 1395 et mort à Rome vers 1455, est un peintre, médailleur et enlumineur de la Renaissance italienne et du Quattrocento, dernier représentant du style gothique international.
Pisanello est surtout connu pour ses grandes fresques se situant entre réalisme et monde fantastique, peuplées de nombreux personnages aux couleurs vives et aux traits précis. Cependant, ces œuvres ont été en grande partie détruites à la suite d'accidents, par négligence ou destruction volontaire en raison du changement des goûts, en particulier dans les périodes de la Renaissance et du baroque. Au cours de sa carrière artistique, il s'est également consacré avec succès à l'activité de médailleur, atteignant des sommets qui, selon certains, sont inégalés dans ce domaine.
Personne avant lui n'était parvenu à une analyse aussi précise du monde naturel, comme en témoigne sa vaste production graphique. Ses dessins d'étude de personnages et d'animaux  sont célèbres, parmi les meilleurs de l'époque, surpassés seulement à la fin du XVe siècle par ceux de Léonard de Vinci ou d'Albrecht Dürer.
Il a été célébré par de nombreux poètes, surtout Guarino de Vérone, et par les écrivains et humanistes de l'époque, comme Porcelio Pandone (it) (Le Porcelio). Il a travaillé pour le doge de Venise, pour le pape, pour les cours de Vérone, Ferrare, Mantoue, Milan, Rimini, et ses dernières années pour le roi de Naples.
Vers le milieu du XVe siècle, sa notoriété décline rapidement en raison de la diffusion du langage de la Renaissance. Pisanello n'était cependant pas à l'écart de la nouveauté amenée par l'humanisme, comme on peut bien le voir dans ses médailles, mais sa vision stylistique n'a jamais pu adopter la perspective spatiale rationnelle.
On estime que seulement 5 à 8% de sa production picturale nous est parvenue : bien que la majorité soient des dessins et des médailles, l'artiste s'est toujours considéré, comme l'indique sa signature, uniquement et surtout un « pictor », c'est-à-dire un peintre.

## Biographie

Saint Georges et la Princesse, chapelle Pellegrini - Sant'Anastasia - Vérone.

De grandes périodes de la vie de Pisanello sont encore enveloppées de mystère. Sa date de naissance est inconnue et est généralement située entre 1380 et 1395, alors que son décès est présumé être survenu entre 1450 et 1455. Quant au lieu de naissance, l'hypothèse selon laquelle il s'agit de Pise se fonde uniquement sur son nom, littéralement « le petit Pisan », qui dérive beaucoup plus vraisemblablement plutôt de son père, Puccio di Giovanni di Cerreto, qui était Pisan, mais qui a également commercé à Vérone, résidant dans les deux villes, possessions des Visconti, pendant un bref laps de temps à la fin du XIVe siècle. Puccio y avait trouvé une femme et s'y était marié. Beaucoup de noms de citoyens pisans figurent dans les actes et testaments véronais de l'époque, témoignage d'une communauté importante. Il est donc probable que Pisanello soit né à Vérone, la patrie de sa mère, même si cela n'est pas documenté.
Pendant environ quatre siècles, le peintre a été appelé à tort Vittore Pisano, à commencer par Giorgio Vasari qui, dans Les Vies, l'a peut-être confondu avec le célèbre Vettor Pisani, amiral de la Sérénissime au XIVe siècle. L'erreur n'est découverte qu'en 1902, lorsque Zippel publie un discours du savant ferrarais Ludovico Carbone, qui évoque un portrait du duc par « Antonius Pisanus ». Le nom d'Antonio est alors confirmé définitivement par d'autres documents, recherches et publications, par Biadego entre 1906 et 1918.

### Enfance
Pisanello est le fils de Puccino di Giovanni da Cereto et d'Elisabetta, fille de Niccolo Zupperio. On manque cruellement de documents sur ses premières années. 
La situation sociale de son père, citoyen aisé de Pise, laisse aussi supposer qu’il est né à Pise et que sa mère ne s’est installée à Vérone qu’une fois devenue veuve. Le premier document concernant Pisanello est daté de 1395, lorsque son père établit un testament, désignant son fils Antonio comme héritier universel et sa femme Isabetta, fille d'un certain Niccolò Zuperio, du district de San Paolo à Vérone, comme usufruitière. Il est probablement mort peu de temps après. Le document est une copie de l'acte original rédigé à Pise et irrécupérable, contenu dans un document véronais daté de 1424. Le registre de la paroisse de San Paolo à Campo Marzo à Vérone indiquant qu'Antonio a trente-six ans en 1433 serait donc faux : il  ramène la date de naissance du peintre à 1397, soit deux ans après le testament de son père. En 1404, sa mère se remarie avec Bartolomeo da Pisa, dont elle a une fille, Bona, en 1398. Entre 1409 et 1411, dans les documents véronais, le nom d'Isabetta apparaît souvent en qualité de chef de famille : en 1409, elle est veuve de son second mari. Il faut attendre 1443 pour y trouver le nom d'Antonio, un an après la mort de sa mère.

### Formation à Vérone

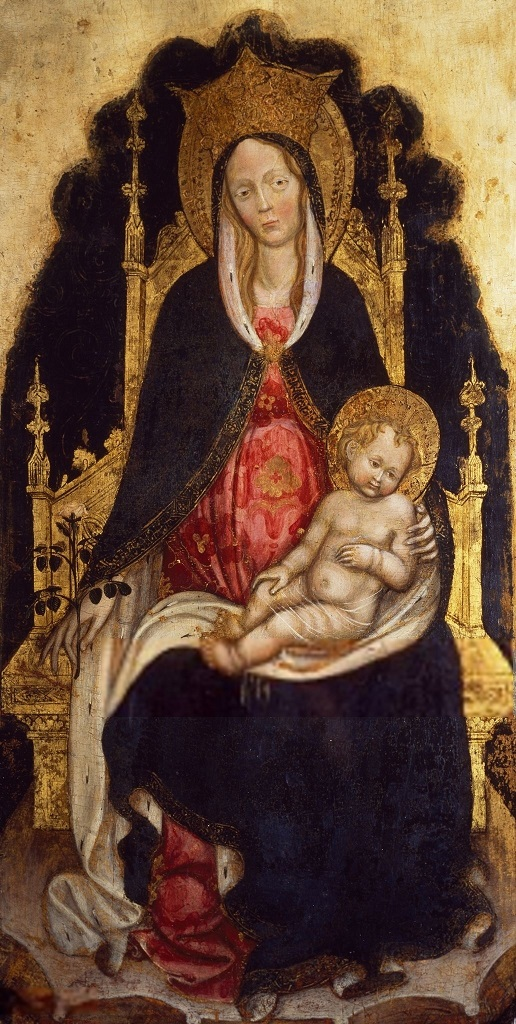
Madone du Palais de Venise, considérée par certains comme la première œuvre attribuable à Pisanello.

Jusqu'en 1415 environ, Pisanello doit résider à Vérone. D'après les documents, les conditions de sa famille sont toujours bonnes.
On sait très peu de choses sur sa formation. L'indication de Vasari d'un apprentissage florentin dans l'atelier d'Andrea del Castagno est désormais rejetée par tous les historiens. En vérité, le manque d'œuvres de Pisanello (attribuables avec certitude) rend impossible la comparaison avec les œuvres d'autres maîtres permettant de discerner leurs influences. La seule donnée plausible est que cette formation a lieu précisément à Vérone, probablement dans l'atelier de Stefano da Verona. La preuve confortant cette thèse est la Vierge en majesté, aujourd'hui au musée national du Palais de Venise à Rome, où l'influence de Stefano est visible. Le tableau en question, cependant, est d'attribution incertaine : il est aussi attribué à d'autres peintres dont Stefano da Verona lui-même.
Il est incontestable que Pisanello a assimilé la culture gothique tardive du nord, qui atteint alors son apogée avec ses travaux. De plus, les critiques sont d'accord pour attribuer une certaine influence chez le jeune artiste au goût décoratif d'Altichiero da Zevio, lui-même influencé par Giotto. Avant tout, Pisanello aime l'architecture de fond et le dessin soigné des animaux, en particulier des chevaux.

### Rencontre avec Gentile à Venise

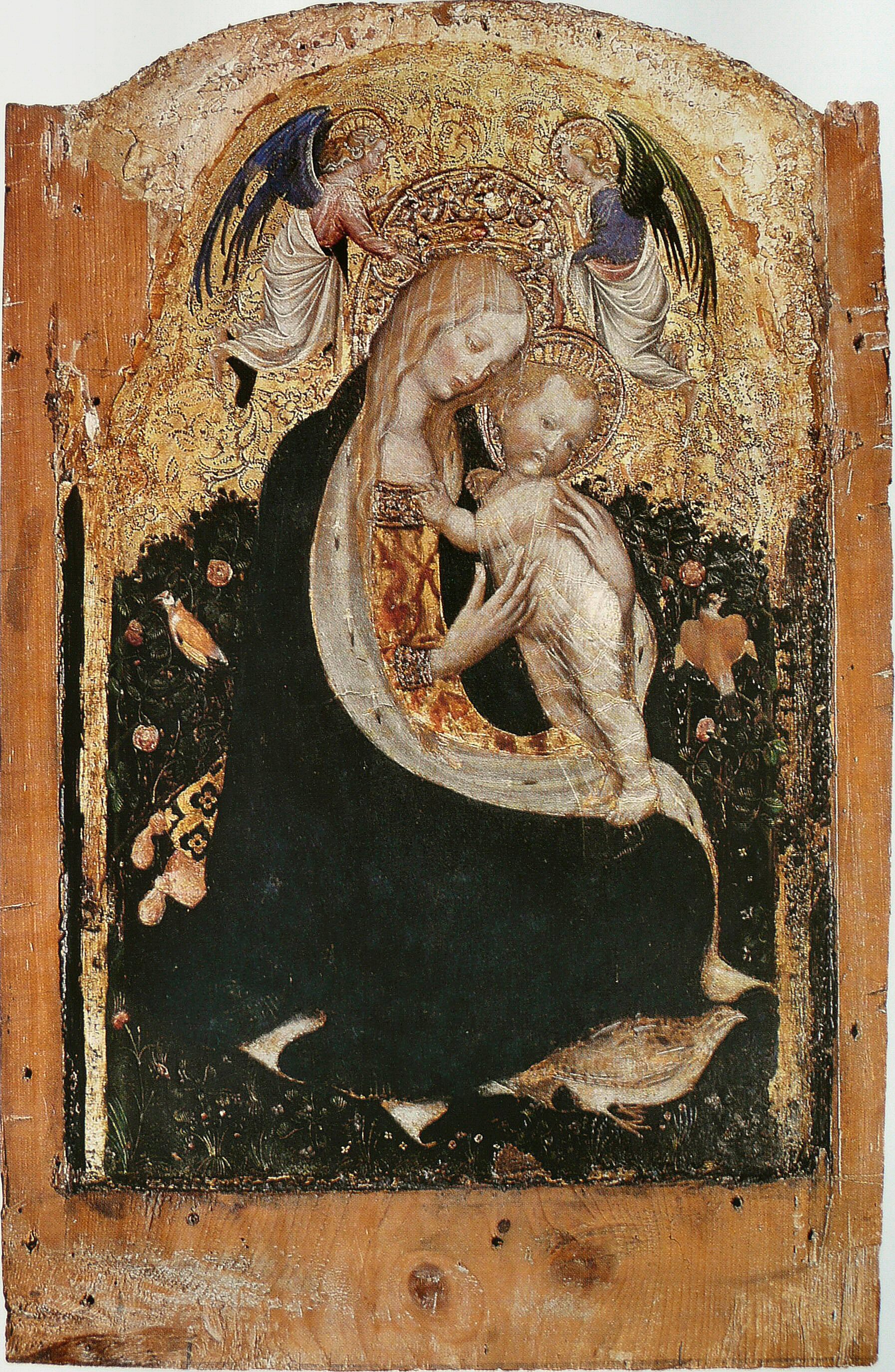
Madone à la caille (vers 1420),Vérone, musée de Castelvecchio.

Pisanello séjourne à Venise, au moins jusqu'en 1416. Gentile da Fabriano y est également présent : il travaille depuis 1409 aux fresques de la salle du Grand Conseil du palais des Doges qui exaltent le rôle joué par Venise dans la paix entre Frédéric Barberousse et Alexandre III. Pisanello est peut-être son assistant. C'est lui qui est choisi pour achever le cycle des fresques lorsqu'en 1414, Gentile da Fabriano part brusquement pour Brescia. Il y peint, selon Facio, un épisode où l'on voit Otton Ier de Bourgogne, suppliant son père, l'empereur Frédéric Barberousse, de faire la paix. Les fresques, très vite abimées par l'humidité ambiante, sont  retouchées en 1488, lorsqu'un nouveau programme décoratif est confié à Gentile Bellini et à Alvise Vivarini. Elles sont finalement totalement détruites par un incendie en 1577.
Il ne reste aujourd'hui que des traces stylistiques et historico-documentaires de la deuxième collaboration avec Gentile da Fabriano. La Madone à la caille  première œuvre presque certaine de Pisanello qui nous soit parvenue, remonte à environ 1420. L'influence de Gentile y est visible, surtout en la comparant avec d'autres tableaux sur le même thème de l'artiste, comme la Vierge en majesté avec l'Enfant et les anges musiciens (Pérouse, galerie nationale de l'Ombrie) et la Madone de l'humilité (Pise, musée national San Matteo). Mais les influences d'artistes lombardo-vénitiens comme Stefano da Verona et Michelino da Besozzo sont aussi présentes, en particulier en ce qui concerne la Madonna del Roseto (Vérone, musée de Castelvecchio), attribuée à l'un ou à l'autre.

### Premier séjour à Mantoue
C’est peut-être pendant son séjour à Venise que Pisanello rencontre son mécène et protecteur, Jean-François de Mantoue, qui participe en 1415 à un tournoi organisé par le doge Tommaso Mocenigo.
En 1422, Pisanello s'installe à Mantoue au service du jeune Louis III de Mantoue, acquérant une grande renommée au sein des différentes cours lombardes, qui commencent à se disputer ses services. Sa présence dans la ville est documentée le 4 juillet et le 12 août de l'année, et de nouveau le 10 août 1423, sur des documents relatifs à l'achat d'un terrain dans le district de San Paolo. A la cour de Mantoue, Pisanello entre en contact avec les premiers ferments humanistes, qui seront ensuite utilisés dans une célébration dynastique.
En 1423, Gentile da Fabriano travaille à Florence sur la Pala Strozzi. Relevant des similitudes entre des parties de l'œuvre de Gentile et certains dessins du Codex Vallardi, certains historiens ont émis l'hypothèse d'un séjour de Pisanello à Florence à cette époque, proposition généralement rejetée ou remise en question par la plupart des historiens, à quelques exceptions près (Coletti, Chiarelli), dont Vasari qui mentionne le « jeune » artiste au travail dans l'église della Croce al Tempio à Florence. Cependant, le retable de Gentile est explicitement mentionné par les artistes vénitiens qui ne sont jamais demeurés à Florence, comme Antonio Vivarini et Giovanni d'Alemania : on peut imaginer que, dans la lacune, des œuvres perdues de Gentile anticipent son chef-d'œuvre ; Pisanello aurait pu les voir plus tard, peut-être lors de ses voyages vers Rome.

### Pavie
Alors que le troisième mari d'Isabetta dicte son testament à Vérone, passant probablement à une vie meilleure (22 septembre 1424) à Pavie, Philippe Marie Visconti fait réparer et embellir le château, en prévision de l'arrivée de l'empereur byzantin, Jean VIII Paléologue. Les fresques de Pisanello dans le château, avec des scènes de chasse, date généralement de cette année. Il n'en reste qu'une description de Breventano en 1570 : le château est touché le 4 septembre 1527 par l'artillerie de l'armée française, ce qui entraine la destruction de toutes les fresques.

### Deuxième séjour à Mantoue et retour à Vérone

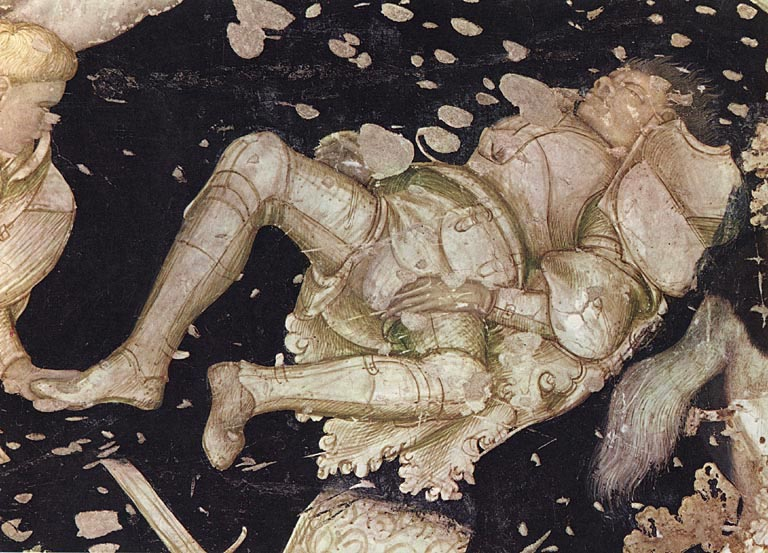
Tournoi-bataille de Louvezerp, vers 1424-1426. Fresque, détail. Palazzo Ducale, Mantoue.

Dans la période de 1424 à 1426, Pisanello reste au service des Gonzague comme en témoignent divers paiements dans les registres administratifs. Les fresques du Corte vecchia du Palais ducal  avec le Tournoi-bataille de Louvezerp, inspirées du monde littéraire courtois, remontent probablement à cette période. L'héraldique de Jean-François de Mantoue y apparaît avec un pélican placé sur le chapeau volumineux d'un nain à cheval ; en dessous, se trouve le chevalier Bohort, hypothétique ancêtre de la maison Gonzague. Son attribution à l'époque de Louis III de Mantoue a été soutenue par Johanna Woods-Marsden en 1988 et a depuis été abandonnée.
Il collabore vers 1426 avec le sculpteur Nanni di Bartolo, dit « Il Rosso » pour le monument Brenzoni de l’église franciscaine San Fermo Maggiore de Vérone. Nanni di Bartolo sculpte, à l'intérieur d'un cadre en marbre, une Résurrection du Christ, surmontée d'une immense tenture tenue par deux anges. Le baldaquin est couronné d'une corniche, sur laquelle il sculpte un personnage interprété comme Dieu ou comme un Prophète (Ézéchiel ou Isaïe) et dans lequel les influences païennes sont évidentes. Pisanello, quant à lui, peint une Annonciation dans la partie supérieure.
C’est sans doute entre l’Annonciation du monument Brenzoni et son départ pour Rome que Pisanello peint les fresques de la salle des Princes (Sala dei Principi) du Palais ducal de Mantoue. Des dates plus tardives, entre 1438 et 1442 (dernière trace d'un séjour de Pisanello à Mantoue), ont été proposées par Alessandro Conti, Leandro Ventura et Valentina Antonucci.
Ce cycle chevaleresque, tiré des romans de la vie du Roi Arthur, comprend le tournoi au château de la Marchée, le Banquet et l'Accomplissement des vœux prononcés en l'honneur de la fille du roi par les douze chevaliers présents. Ces fresques ont été redécouvertes par le surintendant des musées de Mantoue, Giovanni Paccagnini, lors d’une campagne de recherches menée de 1966 à 1970. Elles avaient été recouvertes par une autre fresque à la fin du XIVe et au début du  XVe siècle.

### Rome

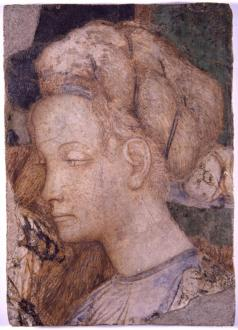
Visage d'une princesse attribué au cycle de Saint-Jean-de-Latran par Pisanello et Gentile, Musée National du Palazzo di Venezia, Rome.

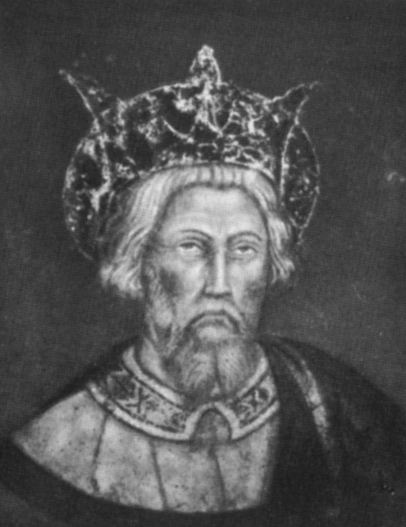
Charlemagne, Vatican, Pinacothèque, Rome.

En 1427, Gentile da Fabriano meurt à Rome alors qu'il travaille sur un cycle perdu de fresques dans la nef centrale de Saint-Jean-de-Latran. Dans son testament, l'artiste laisse ses outils de travail à Pisanello, dont on ignore s'il était déjà à Rome pour aider son collègue ou s'il y est allé plus tard. En tout cas, en 1431, le peintre est accrédité à la cour pontificale, où des commissions en sa faveur sont enregistrées les 18 avril et 27 novembre de cette année et le 28 février 1432. Ce cycle de fresques, avec les Histoires de Saint-Jean-Baptiste et les Histoires du Christ, qui ornait toute la nef centrale, a été détruite lors de la reconstruction de la Basilique réalisée en 1650 par Borromini. D'après Platina, cité par Vasari, Pisanello y avait peint « des Prophètes en camaïeu, qui sont considérés comme les meilleurs du cycle. » Borromini, lui-même, a dessiné une reproduction partielle des décorations du XVe siècle sur une feuille qui se trouve actuellement à Berlin à la Kunstbibliothek. Certains chercheurs ont également identifié une série de dessins dans le corpus pisanellien qui pourraient être des études préparatoires à cet ouvrage ou des copies des épisodes de Gentile. Des fragments conservés du cycle sont attribués tantôt à Gentile, tantôt à Pisanello, dont le Visage de Dame du musée national du Palais de Venise à Rome et le Portrait de Charlemagne de la Pinacothèque du Vatican.
Portés par l'intérêt pour les antiquités inauguré par Pétrarque au siècle précédent, Pisanello et les artistes de son atelier exécutent un grand nombre de dessins qui copient des figures de sarcophages romains et autres antiquités, comme ceux conservés, par exemple, à la bibliothèque Ambrosienne.
De Rome, le 28 juin 1431, Pisanello envoie une lettre au seigneur de Milan, Philippe Marie Visconti, dans laquelle il lui demande d'attendre jusqu'en octobre pour un certain travail qu'il lui a promis. L'objet de cette promesse n'est pas mentionné, peut-être un tableau qui n'a pas vu le jour ou qui a été perdu, mais pas la médaille du duc de Milan, probablement exécutée en 1441.
Le Portrait de Sigismond de Luxembourg, présent en Italie en 1431-1433, est également daté de cette période. L'œuvre, dont subsiste également quelques dessins préparatoires, voit son attribution à Pisanello aujourd'hui contestée. L'empereur a visité dans l'ordre Milan, Mantoue et Rome, mais on ignore où l'artiste a pu le rencontrer.
Le 26 juillet 1432, Pisanello reçoit un sauf-conduit du pape Eugène IV pour quitter Rome. Le peintre, qui y est appelé « dilectus filus familiaris noster », doit se rendre dans diverses villes italiennes non précisées, dont certains ont émis l'hypothèse que des villes toscanes en font partie, selon cette veine critique qui voudrait que l’artiste participe des nouveautés de la Renaissance.
La seule ville documentée de ce voyage, peut-être en direction de Vérone, est Ferrare, d'où Lionel d'Este envoie une lettre le 20 janvier 1433 à son frère Meliaduse à Rome, pour demander l'envoi d'une Madone que Pisanello avait laissée à Rome à un membre de sa famille. Dans cette lettre, le passage du peintre à Ferrare est explicitement mentionné, où il est qualifié d'« omnium pictorum huiusce aetatis egregius » (« éminent parmi tous les peintres de l'époque actuelle »). Dans un mandat de 1435, il est inscrit qu'un membre de la famille Pisanello a apporté au marquis de Ferrare une effigie perdue de Jules César, peut-être un cadeau de mariage pour le prince humaniste.

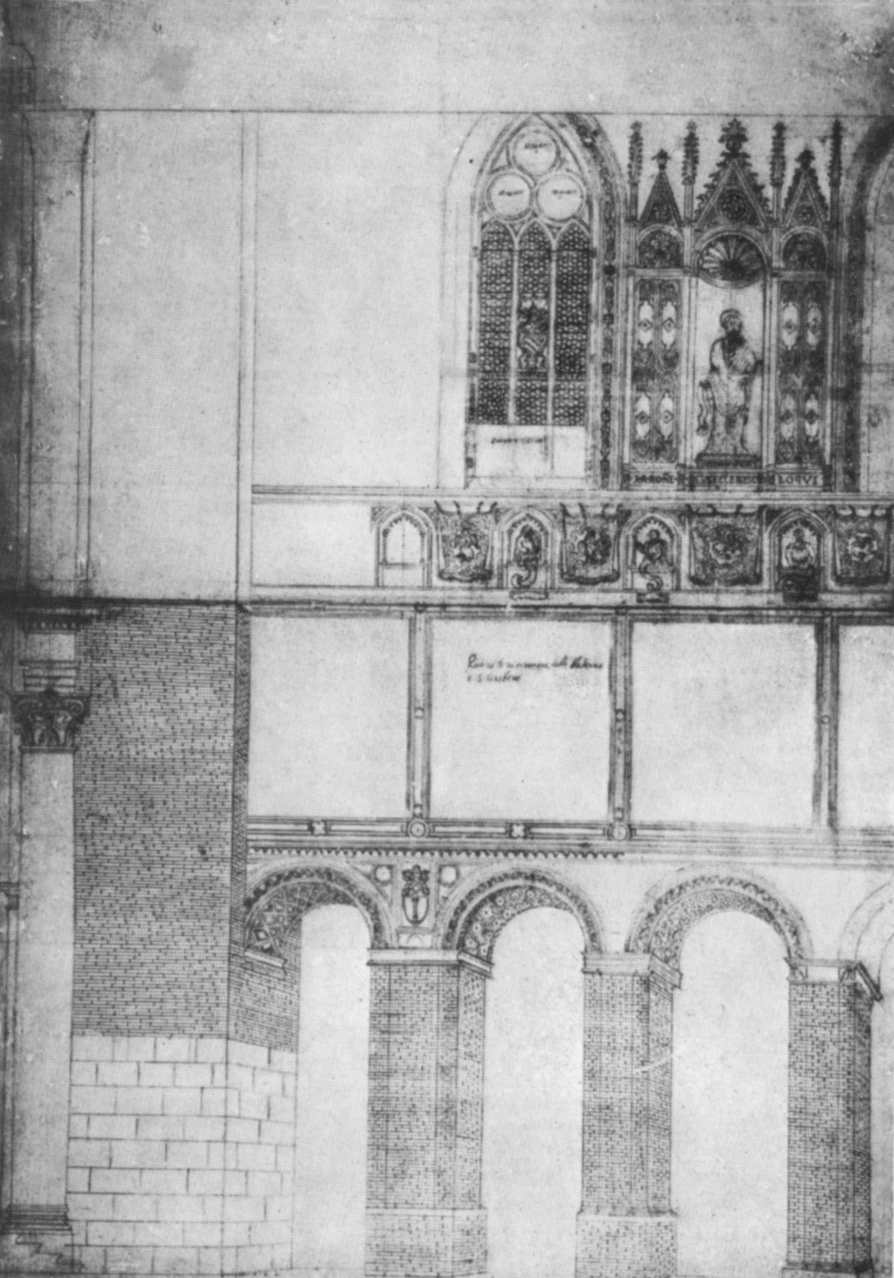
Francesco Borromini, dessin des fresques de Saint-Jean-de-Latran par Gentile da Fabriano et Pisanello.
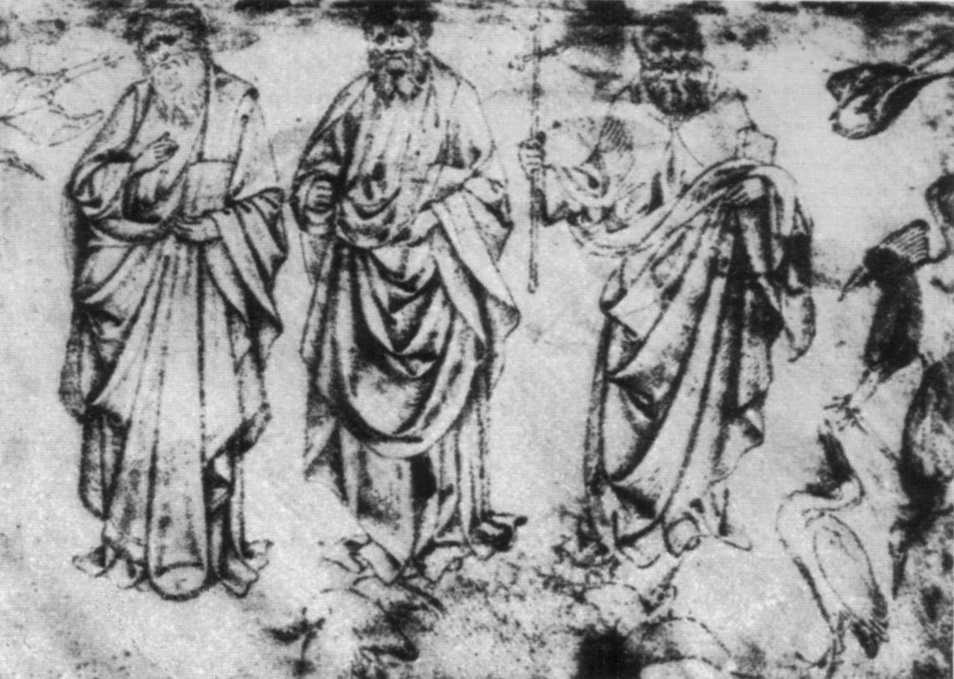
Pisanello, Trois saints, étude probable pour les fresques de Saint-Jean-de-Latran, Musée Bonnat, Bayonne.
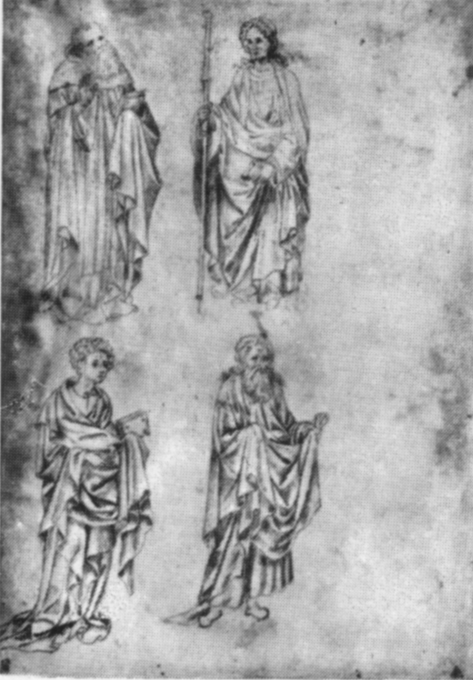
Pisanello, Quatre Saints, Städel, Francfort.
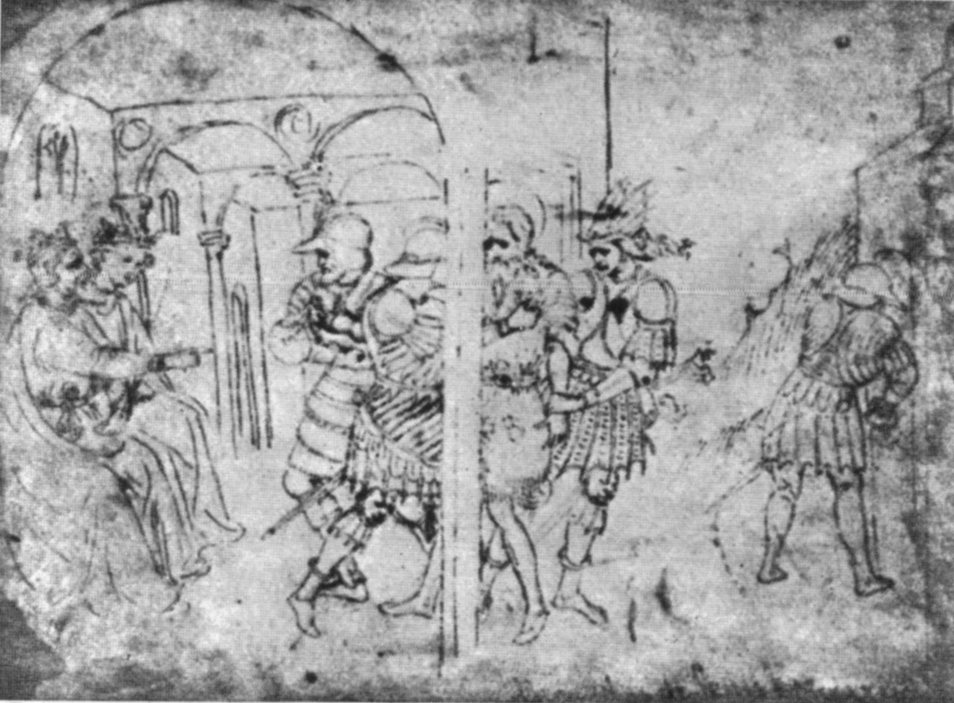
Pisanello, Arrestation du Baptiste, British Museum, Londres.
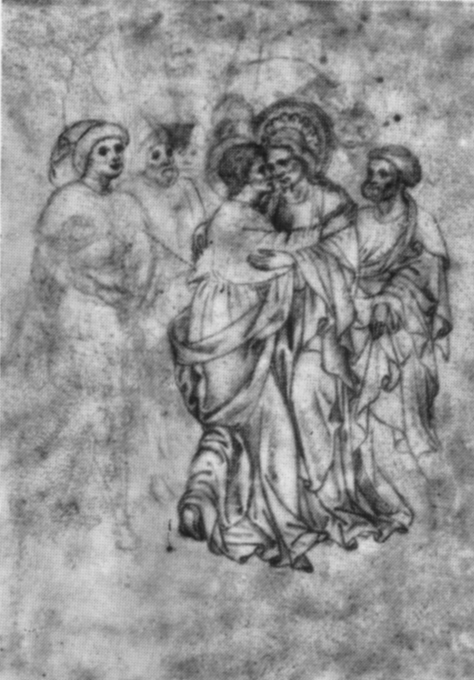
Pisanello, Baiser de Judas, Bibliothèque Ambrosienne, Milan.
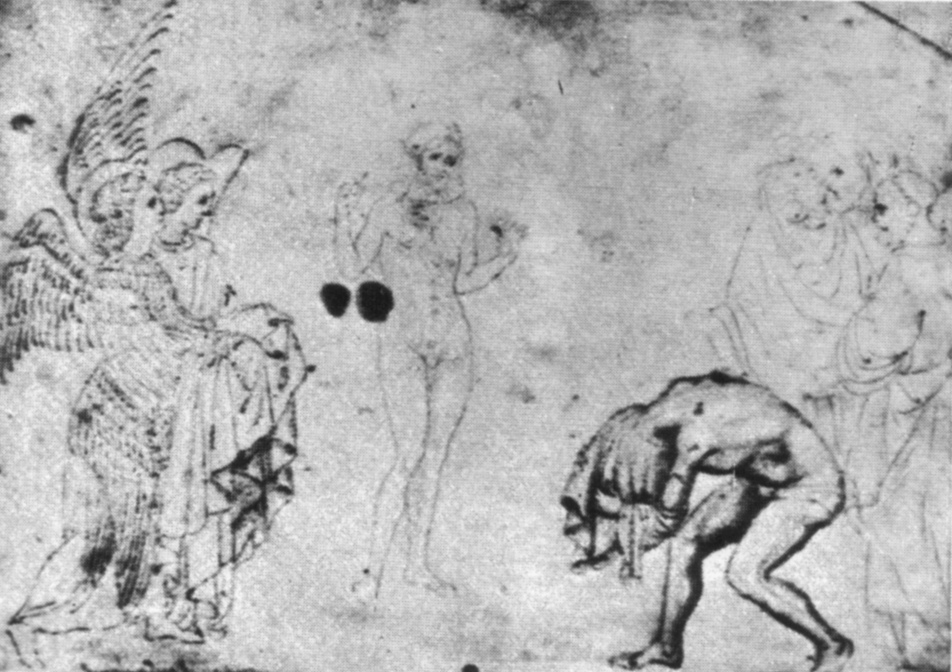
Pisanello, Baptême du Christ, Cabinet des Dessins du Louvre, Paris.
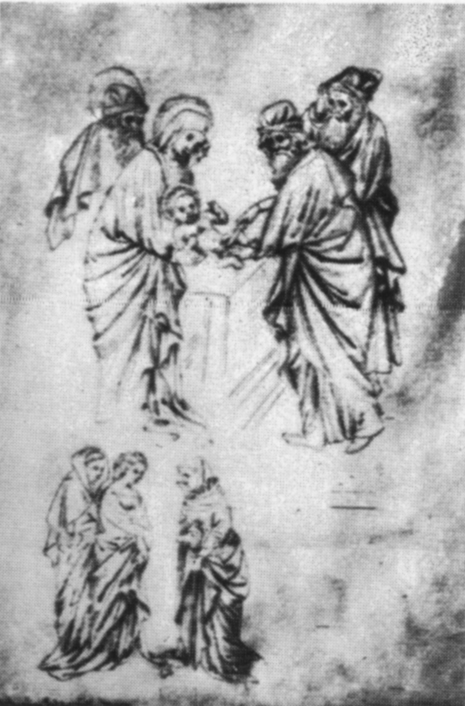
Pisanello, Circoncision, Visitation, Cabinet des Dessins du Louvre, Paris.
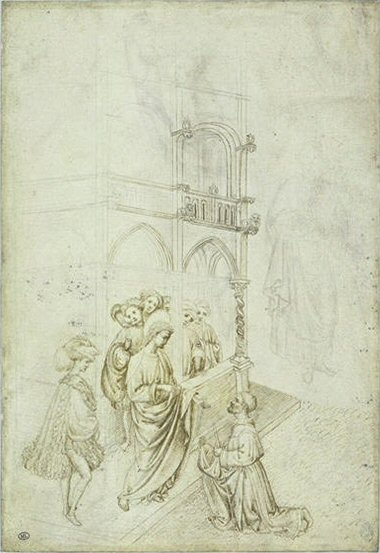
Pisanello, Le Baptiste accueille un pèlerin, Cabinet des Dessins du Louvre, Paris.
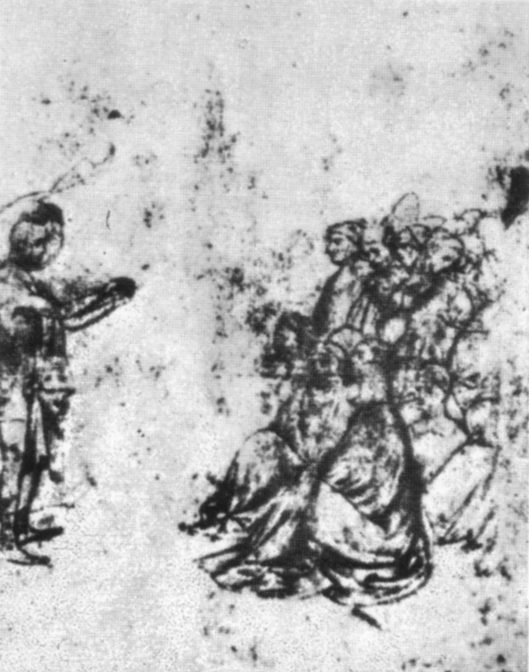
Pisanello, Sermon du Baptiste, Musée Boijmans Van Beuningen, Rotterdam.
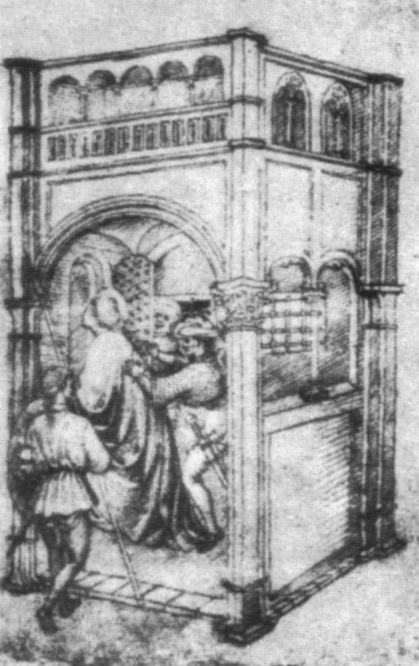
Pisanello, Emprisonnement d'un saint, Albertina, Vienne.

### Fresques de Sant'Anastasia à Vérone

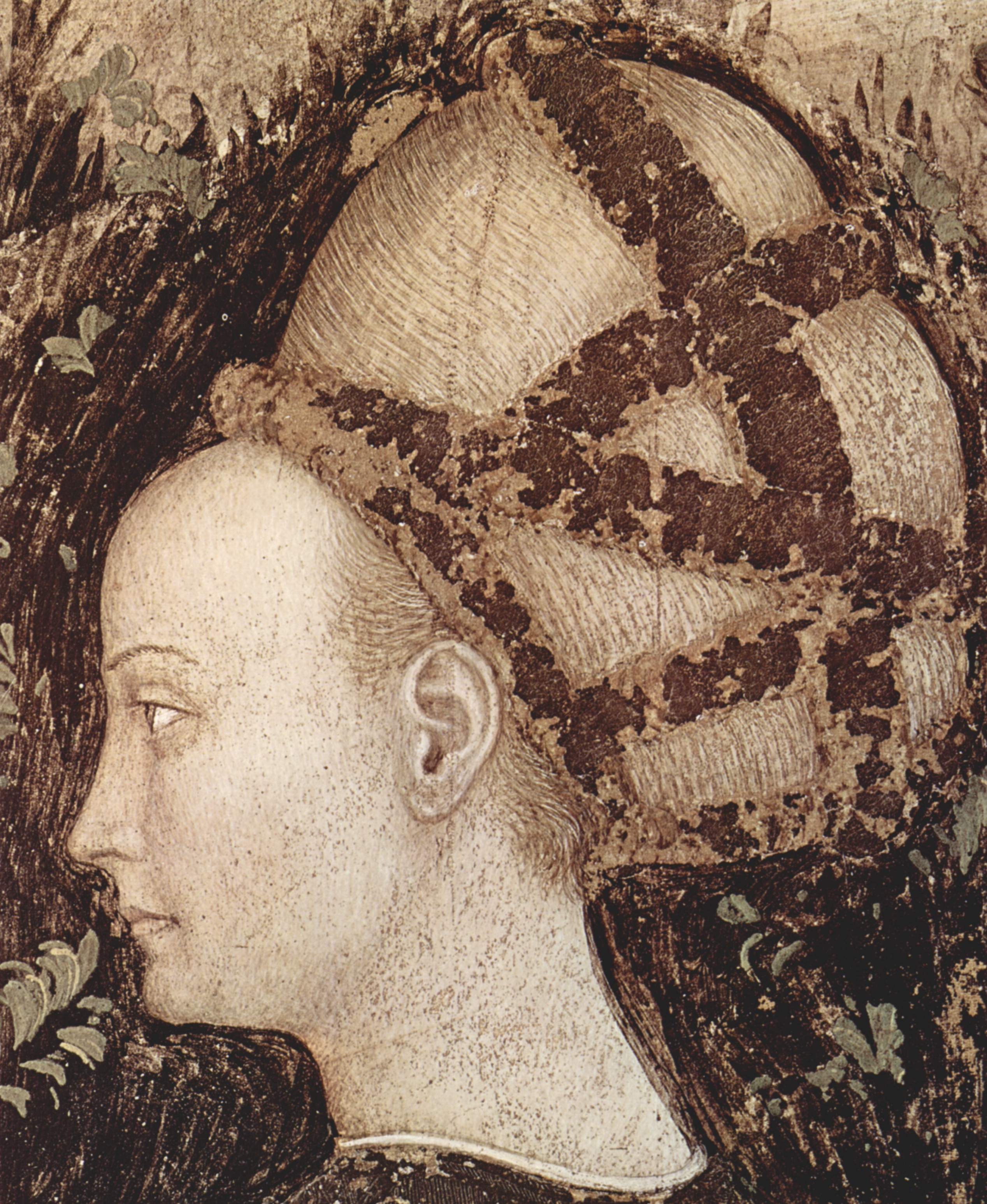
Saint George et la princesse, vers 1436-1438. Détail avec le visage de la princesse, église de Sant'Anastasia, Vérone.

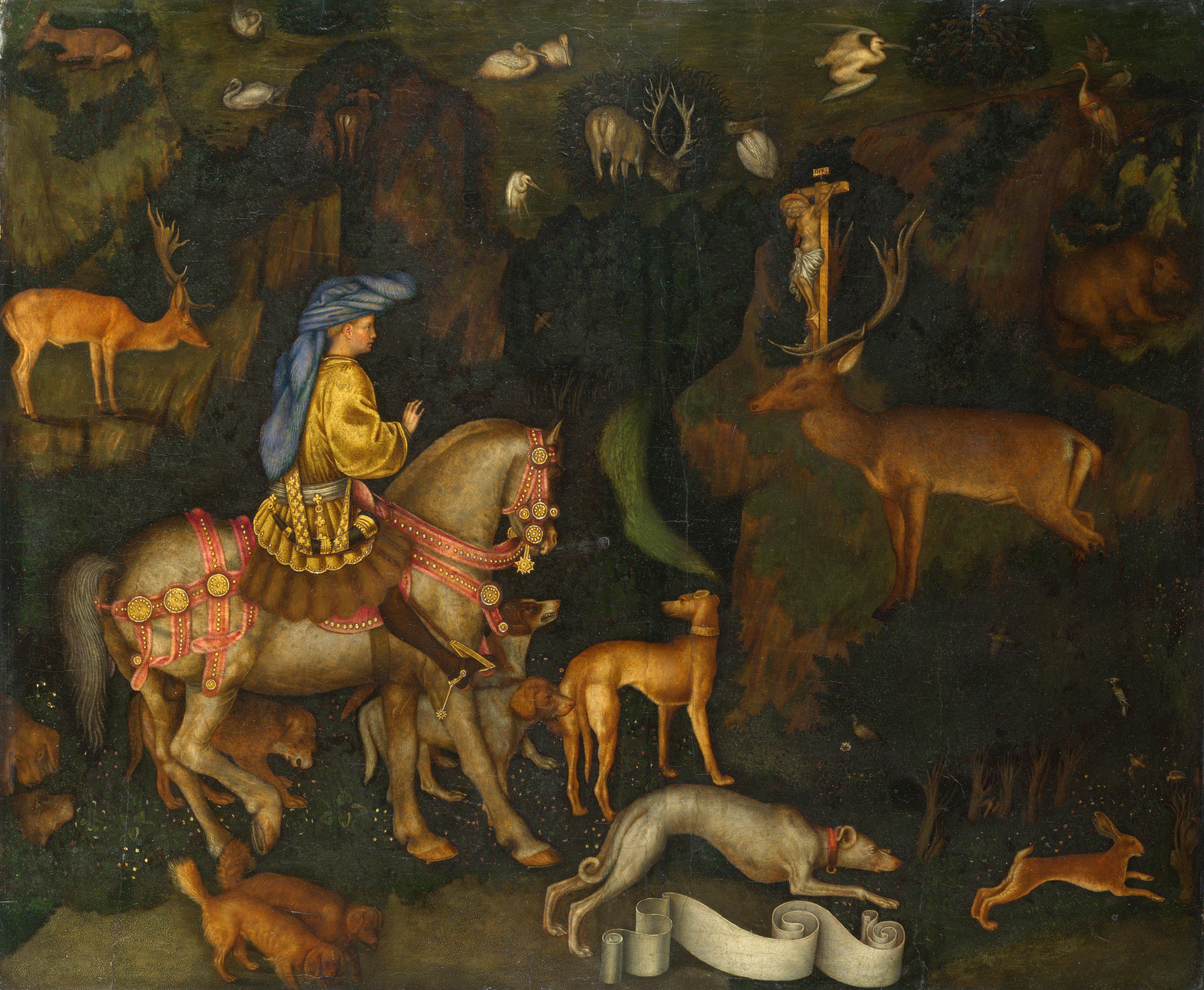
Vision de Saint Eustache, 1436-1438. Tempera sur bois,. National Gallery, Londres.

Entre 1433 et 1438, l'artiste est documenté à Vérone par le bureau de l'état civil et dans diverses notes de paiement. Il vit dans le quartier de San Paolo avec sa mère qui est veuve et une fille nommée Camilla (aucune information n'existe au sujet de sa femme ou de son mariage). Les fresques avec Saint-Georges et la princesse dans la chapelle Pellegrini de l'église véronaise de Sant'Anastasia, qui contribuent largement à la renommée actuelle de l'artiste, sont généralement datées de 1433-1434 ou de 1437-1438.
Vasari parle de trois fresques, mais une seule est parvenue jusqu’à nous, qui a été transposée sur toile à la fin du XIXe siècle. La partie la plus importante de cette décoration, qui couvre l'arche extérieure de la chapelle Pellegrini, représente Saint-Georges prenant congé de la princesse de Trabzon pour aller affronter le dragon de l'autre côté de la mer. Œuvre pleine de suggestions et d'allégories (la plus évocatrice est peut-être celle du pendu en arrière-plan), c'est certainement l'un des plus grands chefs-d'œuvre picturaux du gothique tardif. L'atmosphère de conte de fées dans laquelle la légende de Saint-Georges est dépeinte, la richesse des armures et des harnachements des chevaux, le raffinement des robes et des coiffures de la princesse et de son entourage, l'architecture du fond, représentation imaginative de la ville fantastique de Trabzon, sont typiquement courtois. Un certain progrès, plus ou moins conscient, vers une sensibilité que l'on peut qualifier de « Renaissance », s'inscrit cependant dans la nouvelle disposition psychologique des personnages, caractérisée par une émotion réfléchie qui rompt avec le détachement impénétrable traditionnel des personnages du monde courtois. C'est aussi indéniablement une reconquête des valeurs plastiques et spatiales qui, bien qu'exemptes d'une approche rationnelle de la perspective, montrent la capacité du peintre à disposer les figures à plusieurs niveaux, notamment dans les représentations audacieuses et convaincantes des chevaux. 
Typique de Pisanello, de nombreux animaux sont magistralement représentés, après des études minutieuses menées dans des dessins dont beaucoup ont survécu. Malheureusement, l'œuvre a été exposée pendant longtemps à des infiltrations d'eau provenant du toit de l'église lui causant de graves dommages qui ont principalement affecté la partie gauche de la fresque où est représentée la grotte du dragon. Les nombreux inserts métalliques qui enrichissaient l'effet scénique, sont perdus : il semble que l'intention de Pisanello était de produire un « effet de mirage » chez les spectateurs, favorisé par le fait que la fresque est placée à plusieurs mètres du sol.
Le panneau de la Vision de Saint-Eustache, peuplé d'un grand nombre d'animaux soigneusement dépeints, est également daté de 1436-1438.

### Concile de Ferrare

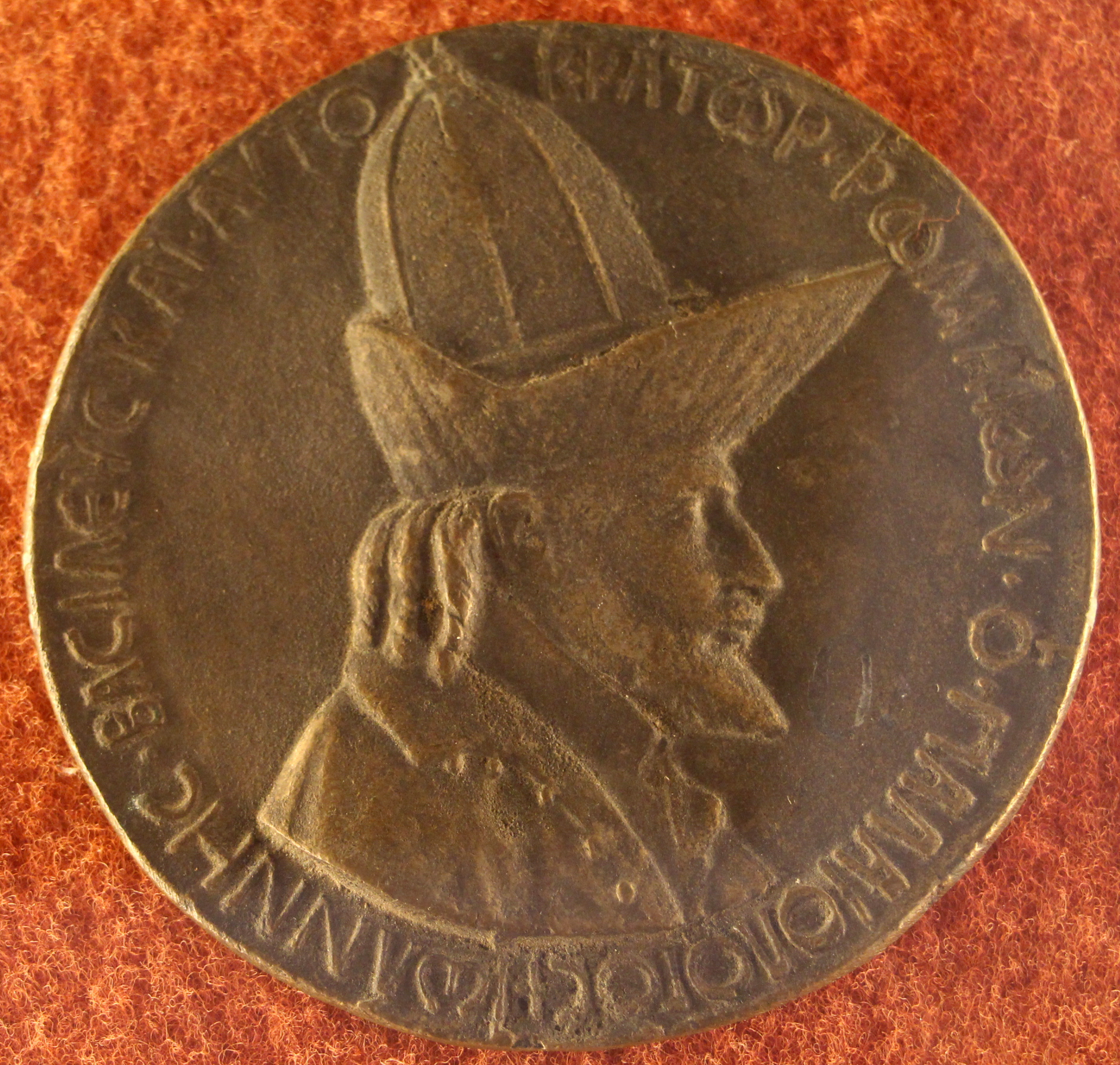
Médaille de Jean VIII Paléologue, 1438, recto.

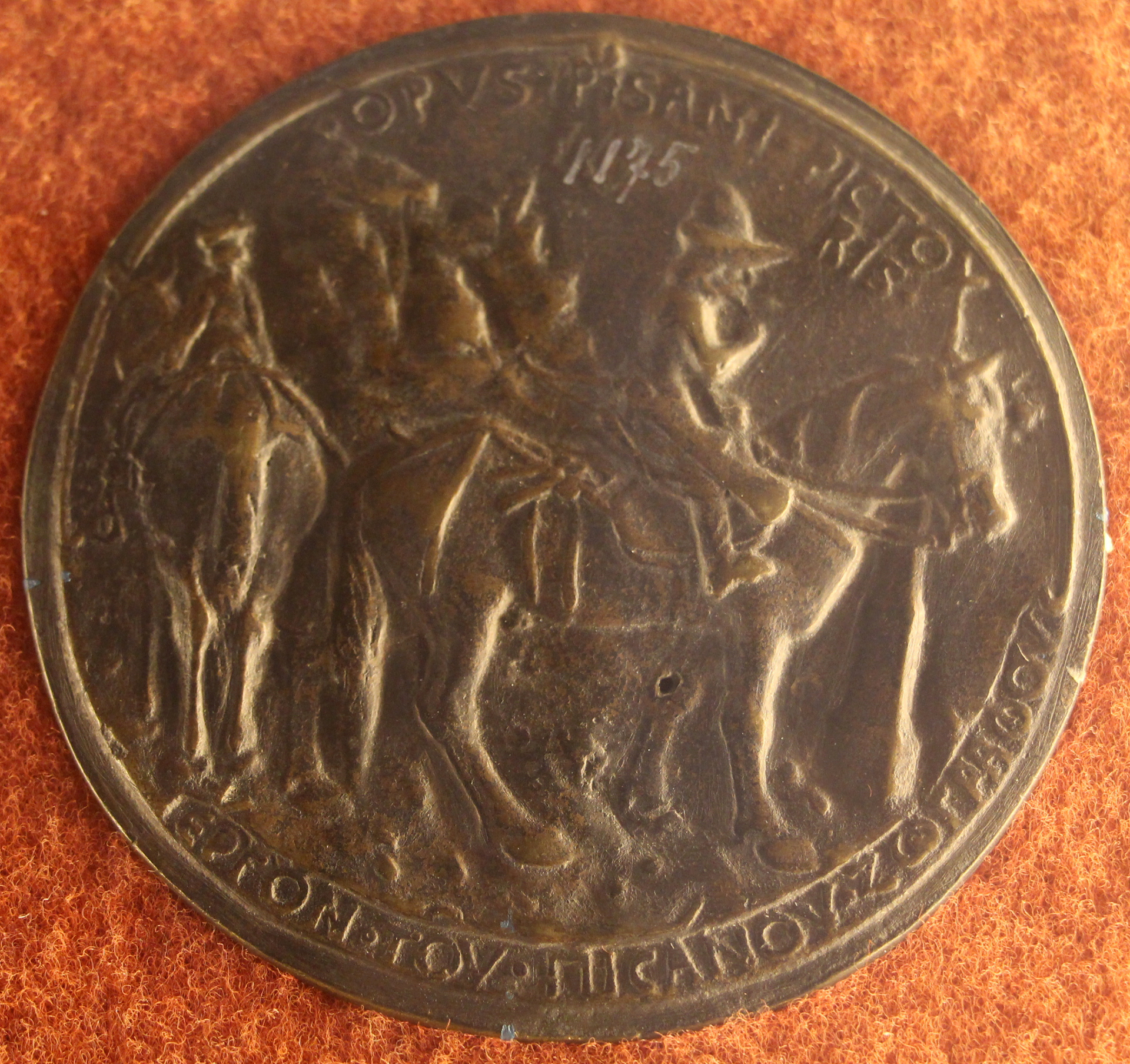
Médaille de Jean VIII Paléologue, 1438, verso.

Pisanello séjourne à Mantoue en 1433 et 1437 à la demande du marquis Jean-François pour lequel il peint au palais ducal des fresques dans la salle qui porte aujourd'hui son nom et qui content l'épopée du roi Arthur.
En 1438, Pisanello est présent au concile de Ferrare, où il obtient le poste d'artiste officiel, et à ce titre, il crée une médaille représentant l'empereur Jean VIII Paléologue, qui est sa première médaille et qui a servi de prototype pour toutes les médailles de la Renaissance. L'effigie de l'empereur, avec son chapeau typique, est entrée dans la mémoire artistique européenne, copiée par de nombreux artistes, même plusieurs dizaines d'années après, parmi lesquels Le Filarète (Porte de Saint-Pierre), Piero della Francesca (Flagellation et Bataille du pont Milvius), Pérugin (Épisodes de la vie de Saint Bernardin), Vittore Carpaccio (Histoires de Saint-Étienne), Jean Fouquet (deux miniatures), Hans Holbein l'Ancien (Retable de Kaishei ), etc.
Le statut du peintre est attesté, non seulement par la prestigieuse commission, mais aussi par le fait qu'il est autorisé à signer le verso, ce qui en un certain sens, compte tenu de la diffusion et du succès considérables de ses ouvrages auprès des cours, est une excellent opération de « promotion personnelle » : dès lors, ses voyages à travers les cours italiennes, en grande demande de nouvelles médailles et peintures, n'eurent de cesse ; être dépeint par Pisanello confère presque un statut dont peu de seigneurs de la péninsule ne veulent se passer.
Au Concile de Ferrare, Pisanello est également engagé dans une production ostentatoire de dessins, avec une curiosité continuellement stimulée par l'exotique cour byzantine : il dépeint les vêtements des dignitaires et des dames, les formes curieuses des chapeaux, les animaux de la suite et notamment les chevaux, qu'il étudie avec une attention particulière, spécialement les naseaux fendus à la byzantine et l'entrelacement complexe des crins de la queue.
Le Portrait d'une princesse d'Este, peut-être Ginevra d'Este,  au musée du Louvre, est également daté de son séjour à Ferrare.

### Troisième séjour à Mantoue

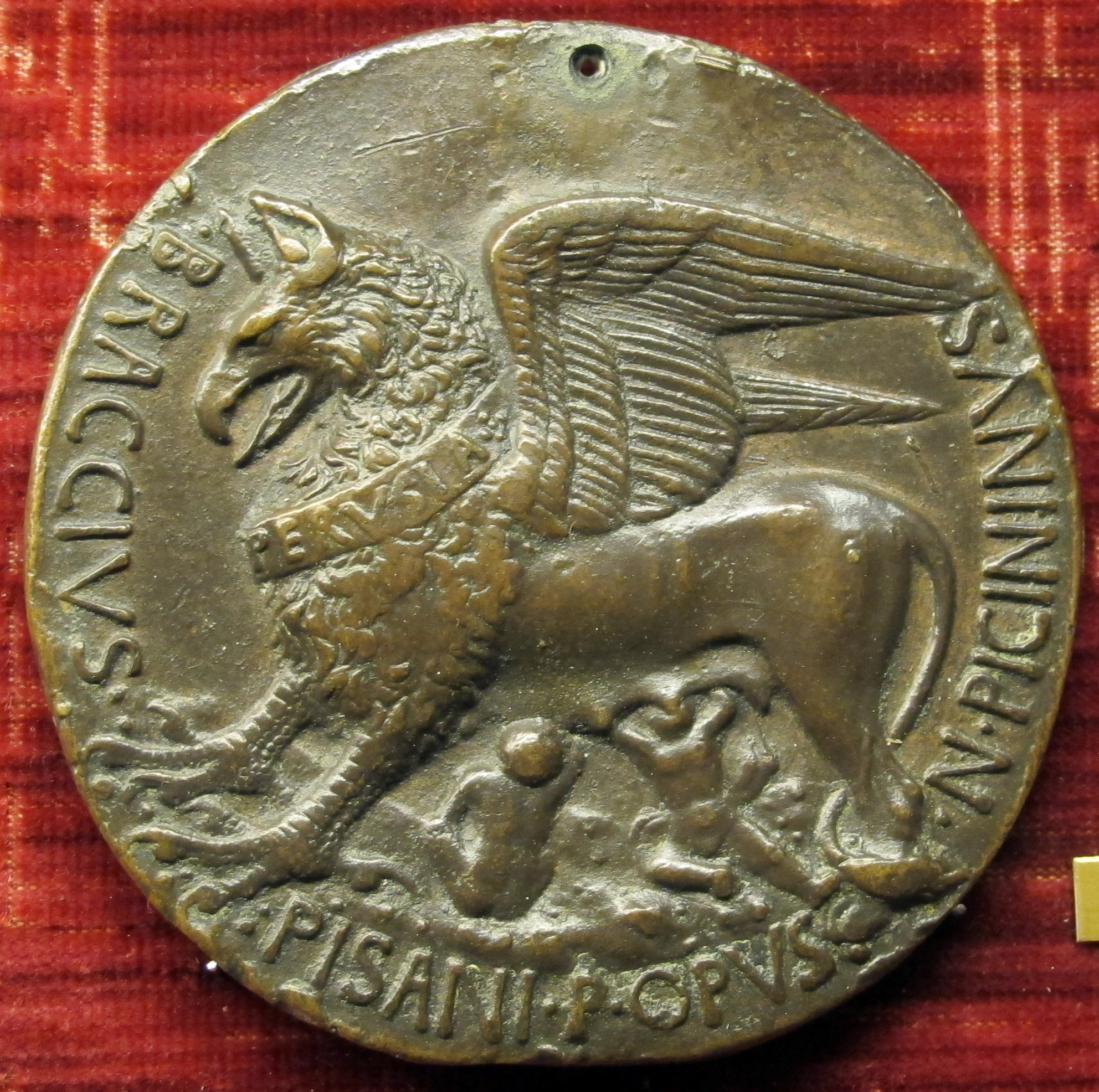
Médaille de Niccolò Piccinino, verso avec le grifon de Pérouse.

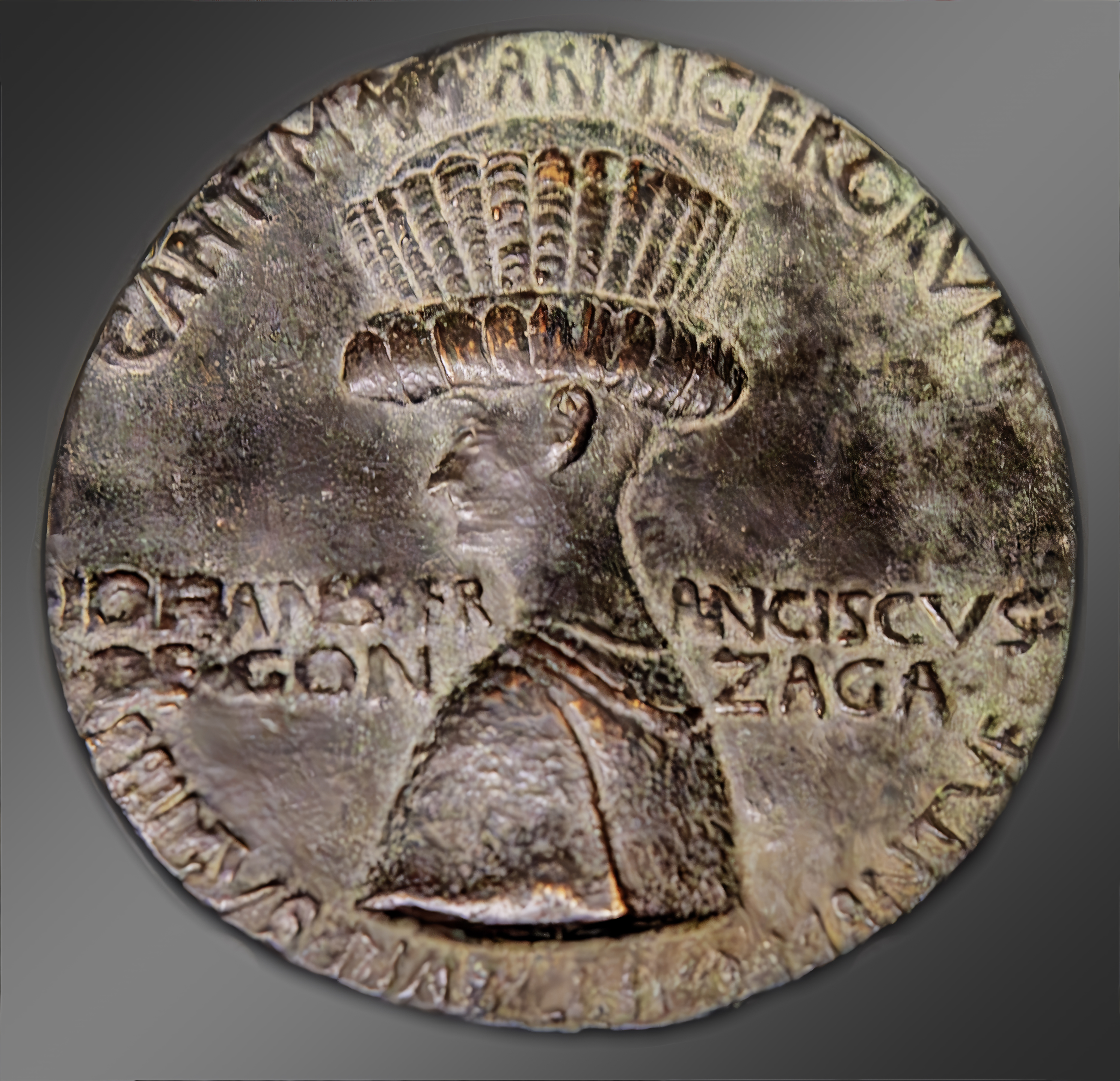
Médaille de Giovan Francesco Gonzaga I, marquis de Mantoue, Musée civique de Trévise.

En 1438, Pisanello - fuyant peut-être la peste - quitte Vérone pour Mantoue : alors qu'une guerre se déroule entre Philippe Marie Visconti et la république de Venise, de nombreux citoyens se réfugient chez leur allié de Mantoue. Jean-François de Mantoue, ancien capitaine des troupes vénitiennes, passe subitement aux mains des Milanais le 4 juillet et laisse ses soldats effectuer des incursions violentes dans la campagne véronaise. Le gouvernement de Venise ordonne au podestat de Vérone de rappeler tous les émigrants, mais Pisanello échappe apparemment à cet ordre : il est toujours documenté à Mantoue le 12 mai 1439. Pendant ce temps, à Vérone, il fait un testament, et sa mère meurt fin 1438.
Entre le 17 et le 20 novembre 1439, les relations entre Mantoue et Venise se détériorent davantage lorsque Gonzague, au nom des Visconti, attaque la ville de Vérone, un des bastions de Venise protégé par Niccolò Piccinino, qui est saccagée et brièvement occupée. Pisanello, qui pour plaire à son mécène se retrouve dans les rangs des ennemis de sa ville natale, célèbre l'exploit en réalisant les médailles de Jean-François de Mantoue et de Piccinino (1439-1440), contrariant les Vénitiens qui, par la suite, en 1441, l'accusèrent de trahison.

### A Milan et Ferrare

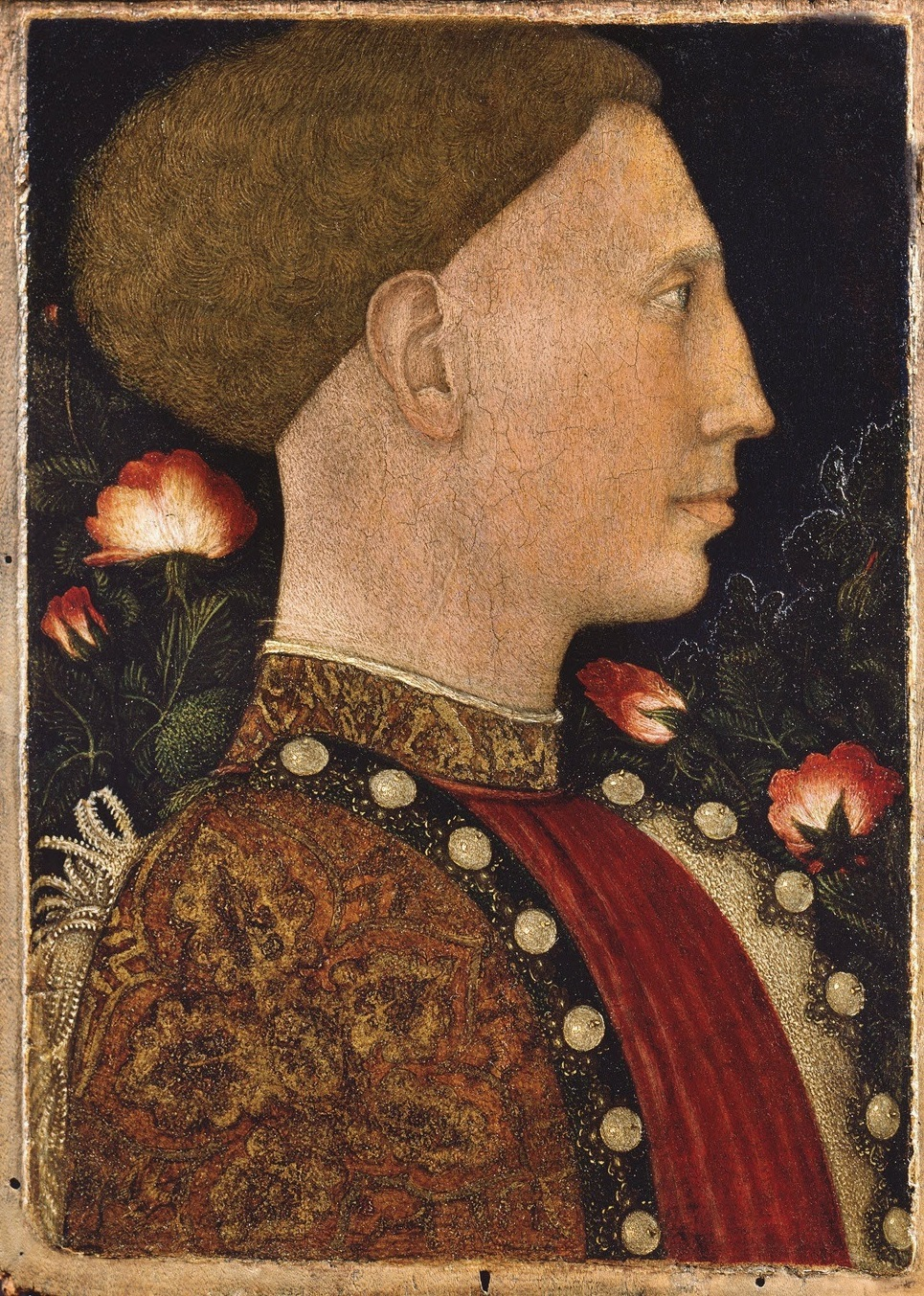
Portrait de Lionel d'Este (1441),Bergame, Académie Carrara.

En 1440, Pisanello est à Milan, appelé à témoigner au palais de l'Arengo (11 mai) sur les événements de la guerre de novembre précédent en tant que témoin oculaire. La frappe de la médaille de Philippe Marie Visconti date de ce séjour.
Pisanello, tout comme Iacopo Bellini, se trouve à Ferrare en 1441. Nicolas III d'Este défie les peintres à celui qui peindra le meilleur portrait de son fils Lionel. Iacopo Bellini est déclaré vainqueur, Nicolas III d’Este jugeant que Bellini a fait « un portrait vivant ». Le tableau de Bellini est aujourd’hui perdu, mais celui de Pisanello est identifié au portrait de profil conservé à l’Académie Carrara de Bergame. L'événement, toutefois, ne marque pas le déclin du peintre véronais à la cour d'Este : au cours des trois / quatre années suivantes, il fait six médailles pour Lionel.

### Différend avec Venise
Ses problèmes avec Venise commencent en juillet 1441, lorsque les recteurs de Vérone envoient un rapport sur les événements du siège et de l'occupation au Conseil des Dix, déclarant que Pisanello est impliqué et l'accusant de comportement répréhensible dans la maison d'un de ses proches, père de son beau-frère, le notaire Andrea della Levata. D'autres témoins l'accusent du pillage des biens du prêteur sur gages, un juif nommé Simon, situé devant l'église San Biagio. Seul le témoignage d'un tailleur nommé Bonaccorsi tente de le disculper, disant que l'artiste avait tenté d'éviter le pillage et avait été battu par les autres assaillants. 
Le 7 février 1442, alors que Pisanello est rentré de Ferrare à Mantoue par voie fluviale, le gouvernement de la Sérénissime, sur une demande formulée par la communauté véronaise, décide d'accorder la grâce aux exilés, y compris Pisanus pictor, à condition de se rendre fin mars à Venise, sous peine d'être déclarés rebelles. Une fois de plus Pisanello ignore l'injonction et, le 17 octobre, les Dix et l'avocat de Venise, ayant appris que l'artiste aurait insulté la cité lagunaire en en parlant « pro verbis turpibus et hinonestis » à Mantoue avec le marquis Louis III, le condamnent à être confiné à Venise, à ne pouvoir vendre aucun bien sans autorisation du Conseil et à être considéré comme rebelle (avec une relative confiscation de tous ses biens) s'il violait le décret. Ils prononcent également une peine de mutilation de la langue qui est ensuite rejetée.
Finalement Pisanello se présente devant les Dix et reste en exil dans la ville. La médaille de Francesco Sforza, allié de Venise, destinée probablement à atténuer sa figure de rebelle, remonte à cette période.

### Enfermement à Ferrare

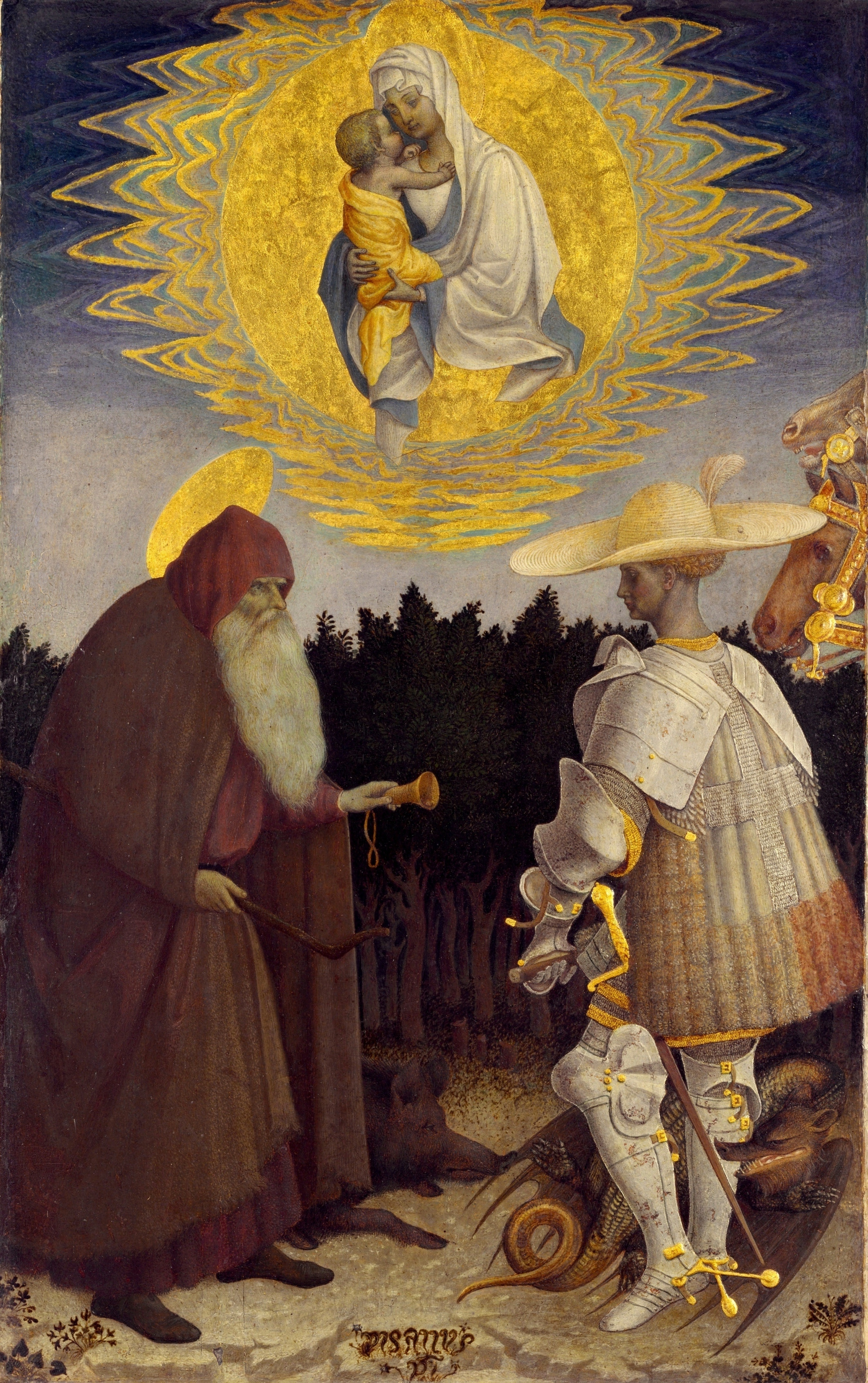
Madone entre les saints Antoine le Grand et Georges, vers 1445. Tempera sur bois,. National Gallery de Londres.

Le 21 novembre 1442, Pisanello obtient l'autorisation de se rendre à Ferrare pour s'occuper de ses affaires, avec l'interdiction stricte de pénétrer dans le territoire véronais ou mantouan. Le 27 juin 1443, l'artiste obtient du gouvernement vénitien une prolongation de son séjour, probablement pour plaire à la famille d'Este . Dans l'intervalle, les relations avec la Sérénissime doivent s'être améliorées car il s'appelle « Pisano pictori fideli nostra» .
Pendant son séjour à Ferrare, bloqué par l'interdiction stricte du gouvernement vénitien, Pisanello ne peut pas se rendre à Mantoue malgré l'intérêt que les Gonzague lui portent, témoigné par de nombreuses lettres (3 mars, 11 septembre et 10 novembre 1143, 11 mars 1444 ). Dans ces lettres, l'intention de l'artiste d'aller à Naples à la demande d'Alfonso V est mentionnée pour la première fois. Il y est aussi question d'un tableau de l'Éternel, inconnu à ce jour.
Le 15 août 1445, un mandat du tribunal d'Este enregistre le paiement de cinquante ducats d'or pour un tableau, peut-être la Vierge à l'Enfant avec saint Antoine et saint Georges, aujourd'hui à la National Gallery de Londres, son seul tableau signé « Pisanus  ». En plus des six médailles pour Lionel d'Este, Pisanello en crée également, à cette période, deux pour Sigismond Malatesta et Domenico Malatesta (1445), seigneur de Cesena.
Le 8 janvier 1447, Pisanello est toujours à Ferrare, où il reçoit un paiement de vingt-cinq florins d'or. Le 26 janvier, il délègue son beau-frère Bartolomeo della Levanta pour le représenter à Vérone lors de la signature du contrat de mariage de sa fille Camilla, âgée de dix-neuf ans, avec Jacopo de Tourtoijs de Martinengo, un Bergamasque de Brescia. Le mariage est célébré à Vérone le 8 juin 1448 ; dans l'acte de dot, qui comprend un lopin de terre, Pisanello est mentionné comme résident de Ferrare dans le district de Santa Maria in Vado.

### Ultime séjour à Mantoue
Vers 1447, le décret d'emprisonnement du gouvernement vénitien a dû être annulé, bien qu'il n'y ait pas de documentation disponible sur ce point. Cette année-là, le peintre doit être retourné à Mantoue, comme le suggèrent les dates inscrites sur les médailles de Cecilia Gonzaga et Belloto Cumano. Celles de Vittorino da Feltre et Louis III Gonzague remontent également à cette période.
Le 18 août 1448, avec une lettre d'accompagnement, Lionel d'Este envoie la médaille réalisée pour lui par Pisanello à Pier Candido Decembrio, humaniste et secrétaire de Philippe Marie Visconti.

### Naples

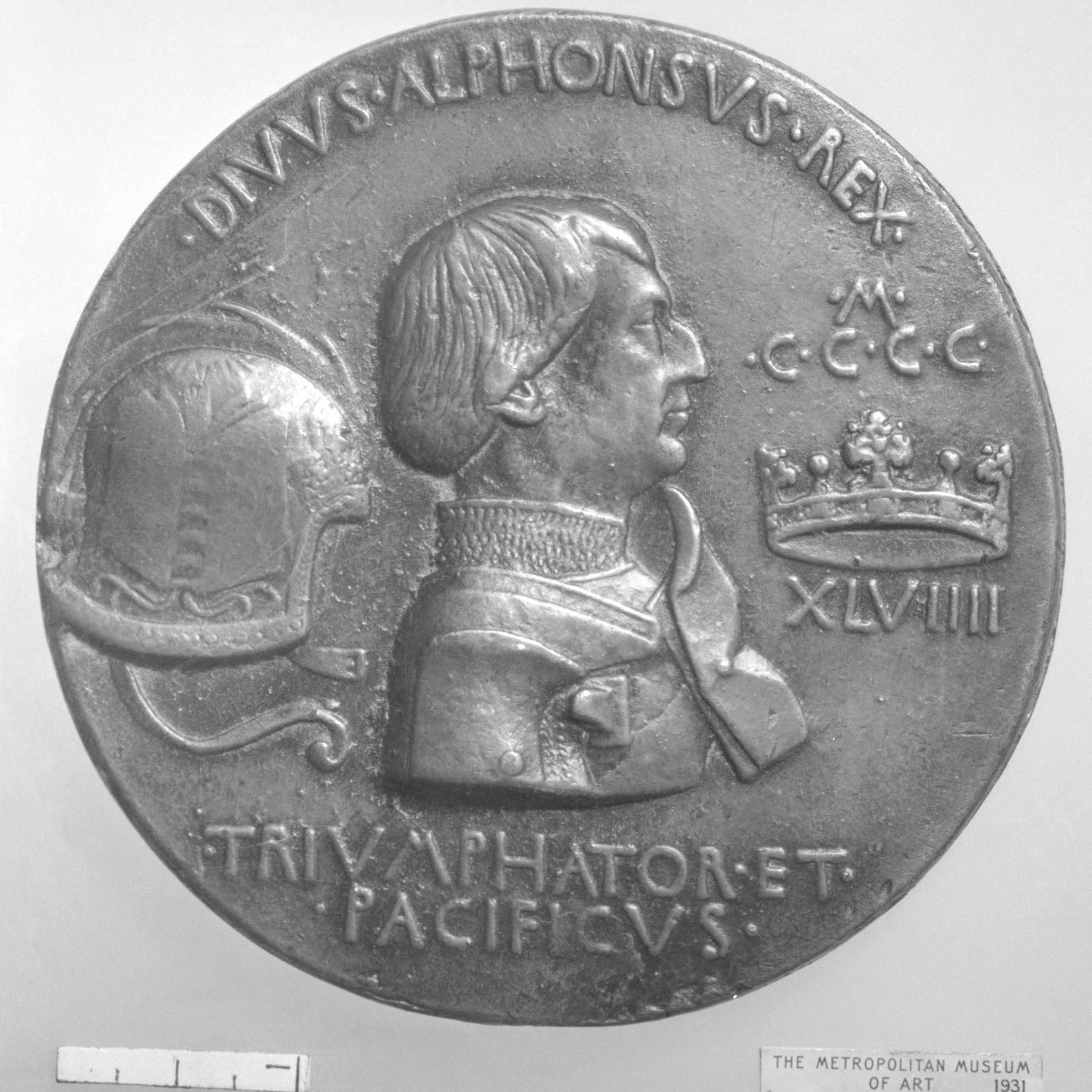
Première médaille d'Alphonse V, recto.

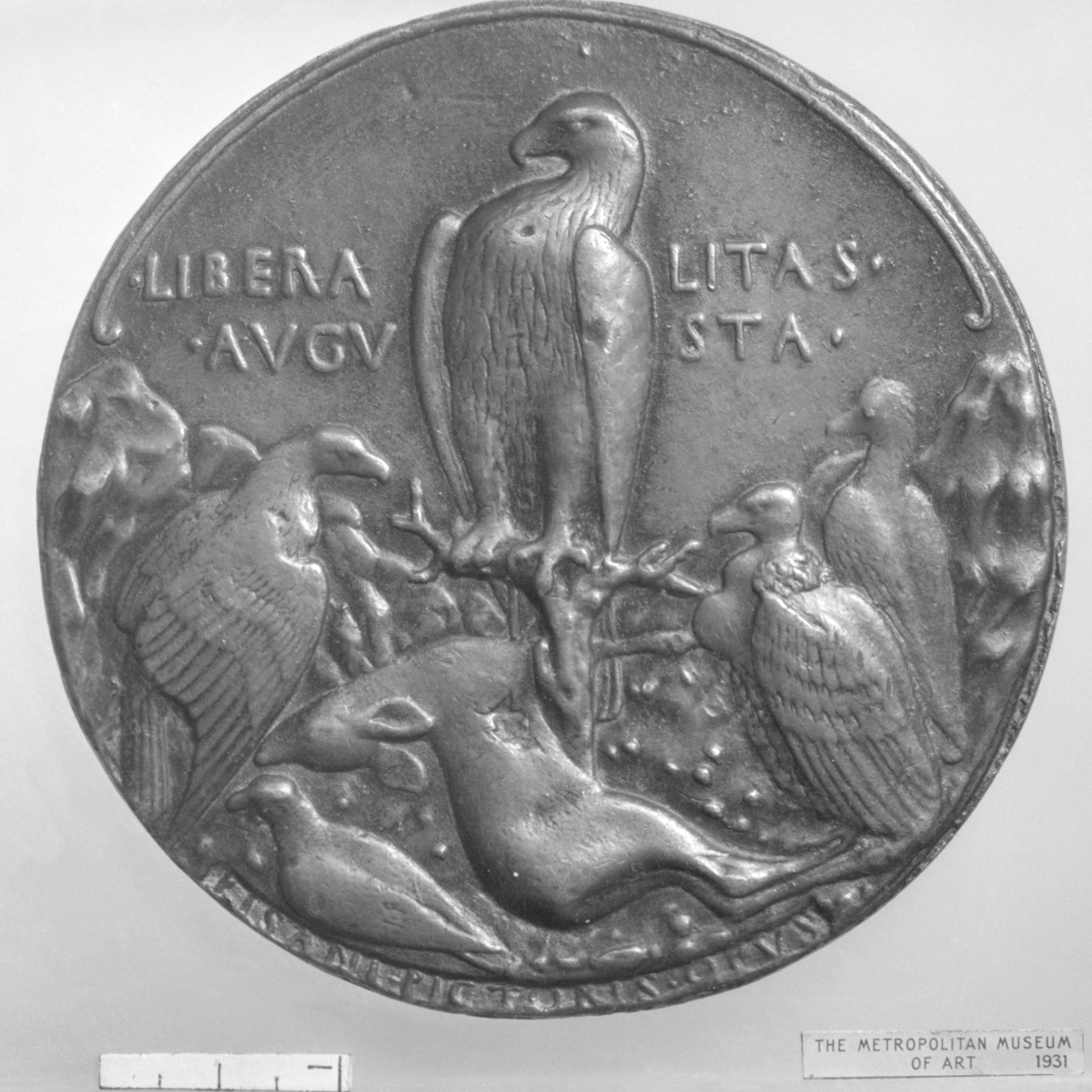
Première médaille d'Alphonse V, verso.

En 1449, Pisanello rejoint la cour napolitaine d'Alphonse V d'Aragon, où il est documenté à partir du 14 février. Des honneurs et privilèges importants lui sont conférés et, la même année, il reçoit également un poème élogieux de Porcellio. La première médaille d'Alphonse V est datée de cette année; ainsi que, par analogie, les deux autres à l'effigie du souverain et d'Inigo d'Avalos, courtisan et seigneur féodal du Royaume.

### Décès
Après 1449, les documents sont muets sur la vie de l'artiste et son activité de médailleur est également interrompue, ce qui conduit à penser à sa mort dans les années qui suivent immédiatement, généralement en 1451. Certains documents indirects suggèrent cependant une date plus avancée, comme le testament de son beau-frère Bartolomeo della Levata, qui le 14 juillet 1455 cite Pisanello comme débiteur, comme s'il était encore en vie. Une lettre datée du 31 octobre 1455 envoyée de Rome de Charles de Medicis à son demi-frère Jean, mentionne l'achat de 30 médailles d'argent « à un garçon Pisanello décédé ces jours-ci », dans laquelle il est difficile de savoir si la mention se réfère à l'artiste ou au garçon, même si la première alternative semble plus plausible. Facio parle en 1456 de Pisanello au passé, comme s'il était déjà mort. Sur la base de cette documentation, aujourd'hui l'hypothèse la plus accréditée date la mort de l'artiste en octobre 1455.
Le lieu de son décès, à Naples ou ailleurs, n'est pas connu avec certitude. Certains pensent qu'il a pu retourner à Mantoue, où il avait conservé le titre de peintre de la cour, qui passera bientôt à Andrea Mantegna.

## Espace pictural
Pisanello, bien qu'influencé par l'humanisme et par les artistes de la Renaissance, est toujours resté ancré dans une vision gothique tardive, en particulier dans sa peinture. La spatialité, comme on le voit bien dans les scènes de Tournoi du palais ducal de Mantoue, est composée de simples combinaisons de figures, avec une dispersion dans toutes les directions, sans aucun centre focal et sans limite. La peinture traverse également les bords pour annuler le mur de façon illusionniste. Chaque fragment est analysé et reproduit avec une attention analytique, mais il manque un critère unificateur, créant ainsi un effet de « kaléidoscope ».
Pisanello est l'un des premiers qui applique la peinture au portrait. Bernard Berenson considère que ses portraits peints perdent toutefois en caractère ce qu'ils gagnent en couleurs et que les deux seuls qui nous soient parvenus ne sont que « des profils fort inférieurs à ses médailles, et qui paraissenr même être des agrandissements de ces mêmes médailles, plutôt que des études d'après le modèle vivant ».

## Médailles
Pisanello est l'un des plus grands médailleurs de tous les temps, peut-être le plus grand, comme en témoignent les historiens de l'art tels que Federico Zeri.  Il est le premier à réinventer le genre tel qu'on le conçoit encore aujourd'hui : un portrait au recto et une figure symbolique au verso.
Ses médailles des seigneurs des cours italiennes (Gonzagua, Este, Malatesta, couronne d'Aragon, etc.) ont eu un énorme succès, grâce à la combinaison parfaitement équilibrée d'idéal et de réalisme. Les puissants de son temps sont représentés de profil sur le recto, comme dans les monnaies romaines, tandis qu'au verso, il y a des scènes allégoriques ou des figures symboliques hautement évocatrices. Le tout est souvent corrélé par des devises, symboles et attributs, selon un programme de célébration cultivé, concis et jamais rhétorique, qui fait de chaque pièce un véritable chef-d'œuvre.

## Dessins

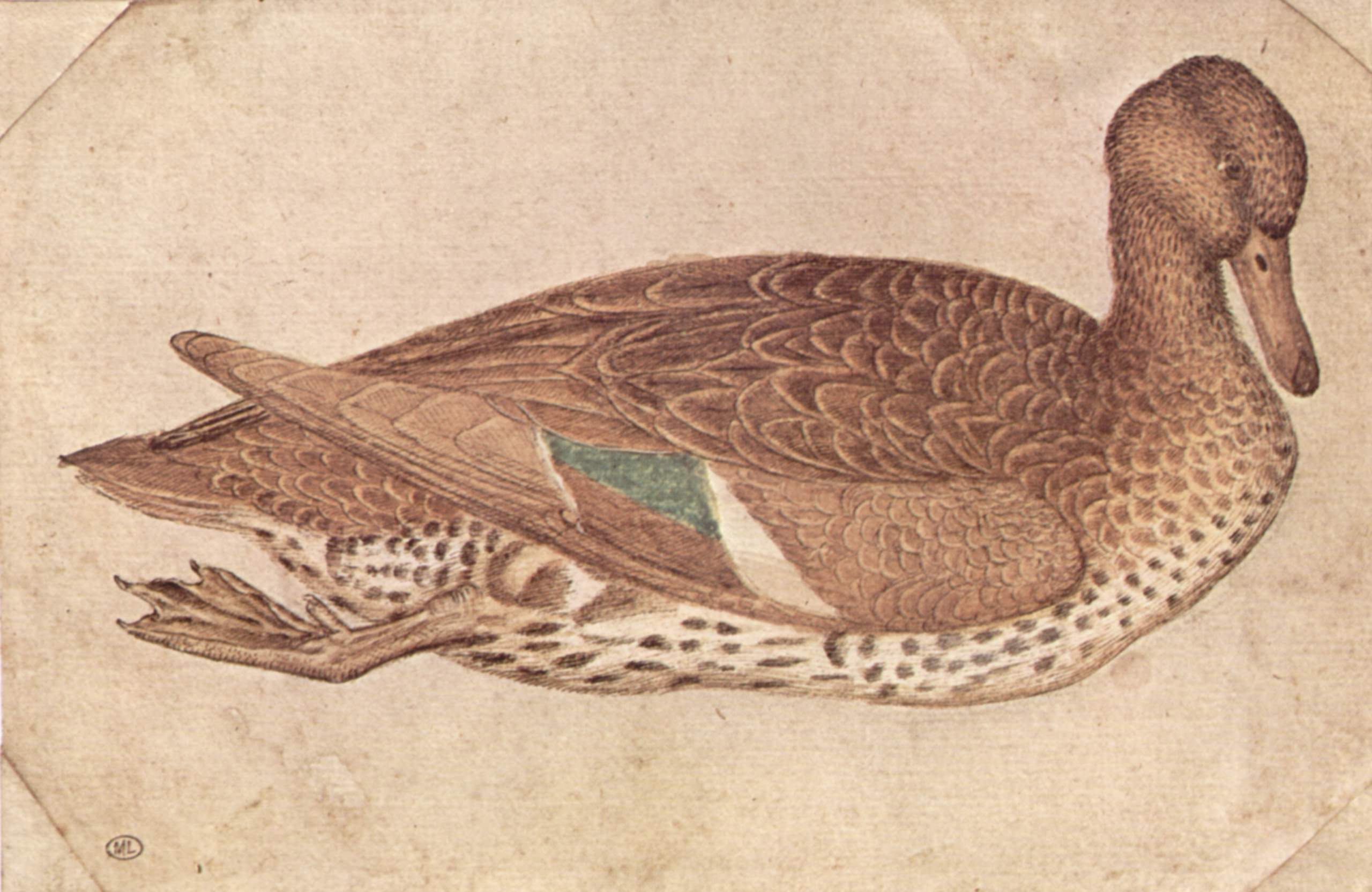
Canard, cabinet des dessins du Louvre.

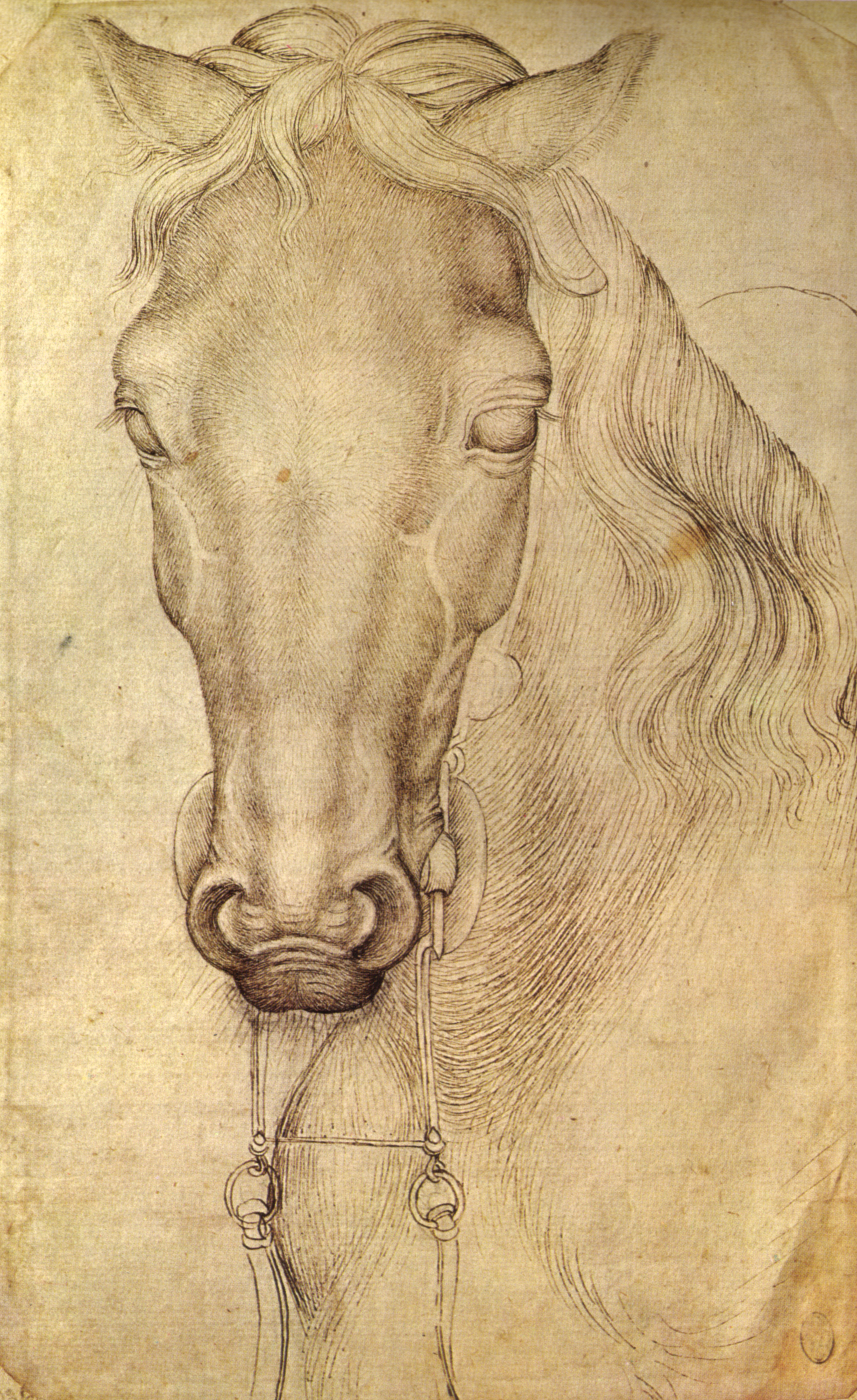
Codex Vallardi, Louvre.

La vaste production graphique de Pisanello témoigne d'une activité très fructueuse, contrairement aux quelques témoignages picturaux qui subsistent. En tant que dessinateur, il est sans aucun doute, parmi les plus grands de son temps. Dans l'une des études les plus complètes sur le graphisme pisanellien de Fossi Todorow (1966), 463 feuilles attribuées à l'artiste sont répertoriées, mais seulement 80 sont acceptées comme des autographes certaines. Le débat sur la question de savoir si l'œuvre graphique est dédicacée ou non, est l'un des plus houleux et des plus controversés concernant Pisanello, avec différentes opinions d'un savant à l'autre, chacun faisant son tri. En effet, de nombreux dessins d'artistes de son cercle, d'élèves, d'imitateurs et de copieurs, figurent dans les collections, alors que les sujets plus génériques ne manquent pas, que l'on retrouve dans les nombreux carnets, répertoires de modèles, feuilles de croquis et bestiaires qui circulaient à l'époque, surtout en Lombardie et dans le nord de l'Italie .
Le plus grand ensemble de dessins de l'artiste et de son entourage est le Codex Vallardi du Cabinet des Dessins du Louvre (378 feuilles). Suit la collection de la bibliothèque Ambrosienne (26 feuilles), tandis que d'autres feuilles, éparses, se trouvent dans des collections et des musées du monde entier. De plus en plus de savants se sont essayés à la subdivision et au regroupement des feuilles par groupes, aboutissant même à suggérer des hypothèses, comme celle d'un cahier utilisé par l'artiste lors de ses voyages ou d'un « album rouge ».
Les dessins de Pisanello témoignent de la polyvalence et de la précision avec lesquelles l'artiste a étudié la nature, parvenant à des sommets de vraisemblance jamais atteints auparavant. C'est avec lui que la production graphique atteint le « titre » d'art autonome : ses études ne sont pas toujours des modèles en vue de créer autre chose, ni uniquement des études préparatoires, mais des reproductions de la vie, menées avec la minutie d'une investigation que aujourd'hui nous qualifierions de « scientifique ». Par exemple, dans les études destinées à la scène de Saint Georges et de la Princesse (en grande partie dans le Cabinet des Dessins du Louvre ), il y a des animaux, des portraits et des espèces botaniques d'une puissance expressive qui semble vouloir questionner les sentiments et les émotions.
Dans les études et copies d'anciens sarcophages, réalisées à Rome en 1431-1432, Pisanello et ses disciples sont « contaminés » par l'intérêt pour l'antiquité inauguré par Pétrarque et diffusé dans les cours du nord. L'attitude de l'artiste envers les œuvres anciennes est cependant encore médiévale, comme en témoigne par exemple, le dessin de son atelier à la bibliothèque Ambrosienne avec des figures copiées du sarcophage de Mars et Rhéa Silvia dans le Palais Mattei à Rome : les figures copiées sont mélangées avec une extrême liberté, sans intérêt pour le contenu narratif de l'épisode ; ce ne sont que des sources pour un répertoire, à utiliser à volonté pour obtenir de nouvelles compositions.

## Principales œuvres
- Vierge de l'humilité, dite Madone à la caille, Vérone, musée du Castelvecchio.
- Annonciation du monument Brenzoni, Vérone, église San Fermo Maggiore.
- Cycle de l'histoire de Bohort, Palais ducal de Mantoue.
- La Vision de saint Eustache, vers 1435, détrempe sur bois, 55 × 65 cm, Londres, National Gallery.
- Saint Georges et la princesse, fresque transposée sur toile, Vérone, chapelle Pellegrini de l'église Sant' Anastasia,
- Portrait d'une princesse d'Este, Paris, musée du Louvre.
- Portrait de Lionel d'Este, vers 1441, détrempe sur bois, 28 × 19 cm, Bergame, Académie Carrara.
- La Tentation de saint Antoine, ou Vierge à l'Enfant avec saint Antoine et saint Georges, vers 1445, détrempe sur bois, 47 × 29 cm, Londres, National Gallery.
- Saint-Georges et la princesse, vers 1433-1438.

### Œuvres perdues
- Frédéric Barberouuse supplié par son fils Otton, 1415-1422, fresque, autrefois à Venise, Palais des Doges, salle du Grand Conseil.
- Saint Jeam aide un pèlerin (?), Vers 1423, fresque, Florence, église Santa Maria della Croce al Tempio.
- Épisodes de la vie de cour, vers 1424, cycle de fresques, autrefois à Pavie, Château Visconti.
- Histoires de saint Jean-Baptiste et histoires du Christ, vers 1431-1432, cycle de fresques, autrefois à Rome, nef centrale de la basilique Saint-Jean-de-Latran.
- Vierge, 1433, peinte sur bois, mentionnée dans une lettre de Lionel d'Este.
- Jules César, 1435, peint sur bois?, Cité dans des documents présentés par l'artiste à Lionel d'Este
- Saint Eustache et saint Georges, vers 1436-1438, mentionné par Vasari dans la chapelle Pellegrini, église de Sant'Anastasia, Vérone.
- Portrait de Martin V, une copie présumée existe à la Galerie Colonna à Rome.

## Postérité

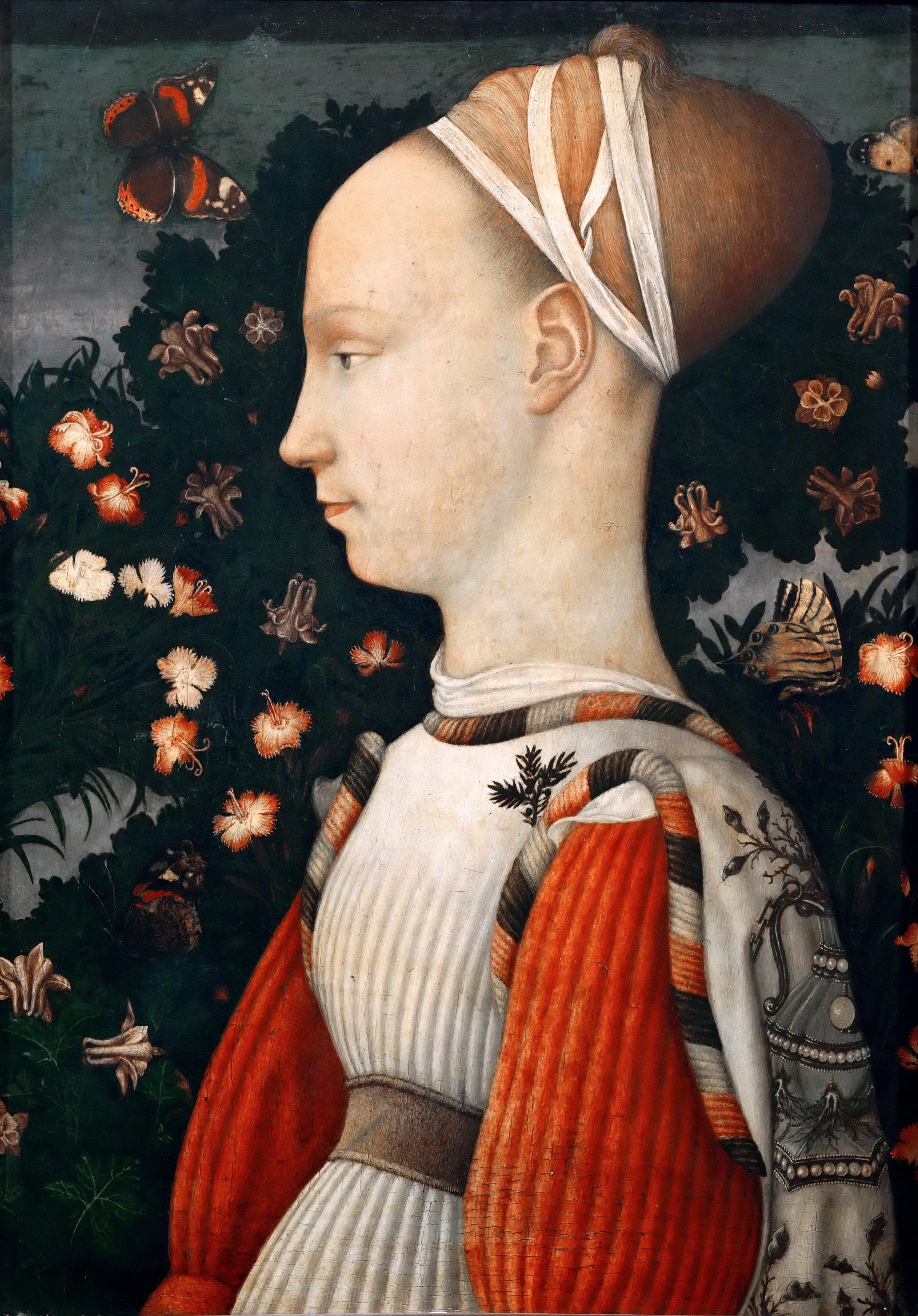
Portrait d'une princesse Este (Ginevra d'Este ou Margherite Gonzague), 1435-1449. Tempera sur bois,. Musée du Louvre, Paris.

L'harmonie entre l'art de Pisanello et les idéaux et l'esprit de son époque et de la société dans laquelle il vivait, se manifeste dans les éloges très élevés et presque unanimes que le peintre reçoit durant sa vie, émis par de nombreux écrivains, poètes et humanistes. Flavio Biondo lui décerne une mention honorable, tandis que les poètes humanistes Leonardo Dati, Guarino de Vérone, Basinio, Tito Vespasiano Strozzi, Angiolo Galli et Ulisse degli Aleotti lui écrivent des élégies et des poèmes, en latin et en langue vernaculaire. Dans son De Viris illustribus (1456), Bartolomé Facio le nomme parmi les grands peintres contemporains. Il est l'artiste contemporain honoré par l'ekphrasis humaniste du début du Quattrocentro qui s'est développé dans le milieu humaniste rassemblé autour de Guarino et qui lui dédie des poèmes descriptifs et panégyriques : sa peinture, par sa composition et son abondance anecdotique, est particulièrement appréciée pour le discours descriptif qu'elle autorise. A l'inverse, dans son De Pictura, Alberti reproche à Pisanello, sans le nommer, sa conception relâchée (dissoluta) de l'élégance oratoire, celle qui est justement pratiquée autour de Guarino.
Giorgio Vasari, au moment de la première édition des Vies (1550) en savait peu sur Pisanello, mais, dans la deuxième édition (156 ), grâce au correspondant Véronais fra Marco de' Medici, il peut écrire une biographie documentée et relativement précise. Cependant, deux erreurs importantes ont influencé toutes les critiques ultérieures pendant des siècles : la première est liée à son prénom, qu'il indique comme étant Vittore (l'erreur est découverte en 1902 et son vrai prénom, Antonio, retrouvé) ; la seconde est liée à l'attribution d'un « brevet florentin » assez peu honnête, l'indiquant comme élève d'Andrea del Castagno, ce qui valut à l'historien d'Arezzo de furieuses moqueries de la part des historiens véronais des siècles suivants. À l'époque de Vasari, certaines des œuvres les plus importantes de Pisanello avaient déjà disparu, formant ce « vide historique » qui concerne de longues années de la biographie de l'artiste.
Sa popularité chute avec la diffusion des manières de la Renaissance, provoquant une longue éclipse de l'artiste qui dura pratiquement jusqu'au siècle des Lumières. Dal Pozzo et Scipione Maffei le réhabilitent, critiquant durement Filippo Baldinucci pour avoir ignoré l'illustre peintre véronais. À la fin du siècle, Luigi Lanzi exprime également une opinion positive sur l'artiste. Les critiques du début du XIXe siècle demeurant dans l'entourage des écrivains véronais locaux, tels que Zannandreis et Bernasconi, parlent de Pisanello en termes romantiques et apologétiques. Dans l'Histoire de la peinture italienne (1839-1847), G. Rosini mentionne un grand nombre d'erreurs accumulées depuis Vasari. Giovanni Battista Cavalcaselle, lui-même véronais, fait rarement référence à son concitoyen.
Il faut attendre la troisième dernière décennie du XIXe siècle pour qu'apparaissent de véritables études sur Pisanello, lorsque les différents aspects de la vie et de l'œuvre pisanellienne commencent à être analysés avec une approche philologique lors de leur redécouverte qui se fait progressivement. L'importance de Pisanello en tant que dessinateur et médailleur prend de l'importance. Une première contribution scientifique fondamentale provient d'Adolfo Venturi dans le commentaire raisonné sur les Vies (1896), qui est suivie en 1905 par une monographie fondamentale de Hill. Entre 1908 et 1913, Biadego rédige la chronologie de la vie et de l'œuvre de l'artiste, reprise et développée par Dagenhart, avec une monographie décisive publiée en 1940, suivie par d'importantes études de Venturi (1940), Thijs (1941), Brenzoni (1952), Coletti (1953), Sindona (1961). Pour l'activité de Pisanello en tant que médailleur, le Corpus des médailles de la Réanissance de Hill (1930) est le texte principal qui a ouvert la voie aux chercheurs ultérieurs, tandis que pour les dessins, le mérite revient aux travaux de Fossi Todorow (1966).
Au fil des décennies, les travaux sur l'artiste se sont accrus, impliquant de nombreux critiques majeurs du XXe siècle, tels que Longhi, Arslan, Salmi, Fiocco, Popham, Pallucchini, Ragghianti, Zeri, Lionello Venturi, Coletti, Boskovits, etc. Dans l'ensemble, les études modernes se concentrent sur deux tendances principales : l'une dirigée par Dagenhart et des amateurs enclins à rassembler le plus grand nombre de peintures et de dessins autour du nom de Pisanello, en s'appuyant sur une prétendue capacité de l'artiste à absorber les nouveautés de la Renaissance ; l'autre, lié surtout au jugement de Berenson qui, tout en ventant ouvertement les mérites exceptionnels de Pisanello, réaffirme son exclusion des rangs des artistes de la Renaissance, le confinant, quoique dans une position prééminente et définitive, dans le monde du gothique tardif.
Daniel Arasse considère que de la rencontre à Ferrare, en 1429, dans le Studio de Lionel d'Este, de Guarino qui le dirige, son précepteur, élève du grec Chrysoloras, et de Pisanello, est née l'école de peinture qui compte vers 1470-1490, parmi les plus grandes d'Italie.